# Mặt trận Srem
Mặt trận Srem (tiếng Serbia-Croatia: Сремский фронт/Srijemski front, tiếng Đức: Syrmienfront) là tuyến phòng thủ vững chắc của Wehrmacht và Quân lực Croatia nằm tại Srem và Đông Slavonia trong Thế chiến thứ hai từ 23 tháng 10 năm 1944 đến 13 tháng 4 năm 1945.
Sau thất bại ở Serbia, Cụm tập đoàn quân F lập phòng tuyến Srem nhằm đảm bảo cho quân Đức rút khỏi Hy Lạp, Albania và miền nam Nam Tư về lãnh thổ Croatia (NDH) đồng thời chặn bước tiến Hồng quân và Quân Giải phóng Quốc gia Nam Tư (tiếng Serbia-Croatia: Narodnooslobodilačka vojska Jugoslavije -NOVJ) đang hướng về Osijek và Zagreb. Mặt trận Srem án ngữ nơi hội quân của Cụm tập đoàn quân Nam và F, bảo vệ sườn nam quân Đức ở Mặt trận phía Đông, đồng thời kết nối với mặt trận Ý. Từ đó, mặt trận có vai trò chủ chốt trong phòng tuyến của Cụm tập đoàn quân F.
Thuật ngữ Mặt trận Srem được cả quân Đức và Nam Tư sử dụng. Đối với NOVJ, mặt trận Srem thuộc mặt trận chung Nam Tư, đồng thời là mặt trận chiến lược liên minh chống Đức.
Chiến cuộc Srem diễn ra 172 ngày ác liệt và kéo dài nhất trong số các trận đánh thuộc Chiến tranh nhân dân giải phóng Nam Tư. Về phe Trục, tại các thời điểm khác nhau có sự tham chiến của những đơn vị thuộc Tập đoàn quân thiết giáp số 2, Tập đoàn quân Serbia, Sư đoàn 68, Tập đoàn quân Kübler, rồi đến Sư đoàn 34 liên quân Đức-Croatia. Tương ứng lực lượng đối đầu là: NOVJ có Quân đoàn Proletaria 1 (trở thành Tập đoàn quân 1 từ 1 tháng 1 năm 1945), các đơn vị thuộc Quân đoàn 12 Vojvodina và Tập đoàn quân 3; lữ đoàn thuộc vùng tác chiến Srem Sở chỉ huy NOV và PO tại Vojvodina, Không đoàn của Tướng Vitruk, Lữ đoàn Ý; Quân đoàn súng trường 68 của Phương diện quân Ukraina 3 của Liên Xô, Sư đoàn 1 Bulgaria.
Mặt trận Srem đóng lại ngày 12-13 tháng 4 năm 1945 khi phòng tuyến Đức-Croatia bị phá vỡ, quân Nam Tư tiến tới Zagreb, Slovenia và biên giới Áo.
Lịch sử mặt trận Srem nằm trong chuỗi diễn biến Chiến tranh thế giới thứ hai ở Nam Tư vẫn được tưởng nhớ tại Serbia. Sau chiến tranh, Đài tưởng niệm Mặt trận Srem được dựng lên tại Šid, nay được Serbia xếp vào di sản văn hóa đặc biệt quan trọng.

## Vị trí chiến lược của Srem
Srem nằm trên bồn địa Pannonia (đồng bằng Trung Danube), kẹp giữa sông Danube và Sava. Các tuyến giao thông trọng yếu từ Beograd đến Slavonski Brod và Zagreb đều đi qua vùng này. Do đó, sau khi giải phóng Beograd, NOVJ và Hồng quân đều coi Srem là mục tiêu quan trọng. Ngày 3 tháng 10 năm 1944, Đức rút chủ lực Cụm tập đoàn quân E khỏi Hy Lạp và Srem chiếm vị trí quan trọng trong kế hoạch này cho đến hết năm 1944. Quân số Đức rút lui lên đến 350 nghìn thuộc Tổng tư lệnh Đông Nam Đức. Khi đường rút bị phong tỏa qua Skopje, Niš và Beograd, quân Đức hành quân qua thung lũng Ibar và Tây Morava, theo hướng Skopje — Kosovska Mitrovica — Kraljevo — Čačak — Užice — Višegrad, hoặc qua Sandžak theo hướng Raška — Novi Pazar — Prijepolje — Višegrad. Từ Višegrad, quân Đức đi qua Sarajevo và tiếp tục theo thung lũng Bosna đến Slavonski Brod. Phòng tuyến Đức bảo vệ Beograd — Slavonski Brod — Zagreb đảm bảo cho Cụm tập đoàn quân E rút lui an toàn trên lãnh thổ Croatia. Đạo quân này tiếp tục phải giao tranh tại Baranja, mặt trận Srem, Hungary và Đông Bosna.

## Bối cảnh hình thành mặt trận
Sau khi Tập đoàn quân Serbia của Đức thất bại trong chiến dịch Beograd, Tập đoàn quân 2 của Cụm Tập đoàn quân thiết giáp F lãnh trách nhiệm bảo vệ toàn bộ đường phía đông Srem và Croatia. Trận thua còn khiến Đức mất kết nối với cánh nam Cụm tập đoàn quân Nam và nguy cơ chia cắt với Cụm tập đoàn quân E. Cụm tập đoàn quân E bị phân tán khắp vùng núi trung tâm Balkan, trải dài từ Hy Lạp đến thung lũng Ibar và Drina. Tư lệnh Tướng Maximilian de Angelis đánh giá hoạt động của Hồng quân tại các thung lũng sông Danube, Sava và Drava là mối đe dọa chính cho quân Đức ở phía đông nam. Vì vậy, nhiệm vụ hàng đầu là tạo ra phòng tuyến mới ở Srem đồng thời là điểm liên hợp cho hai cánh quân của Cụm tập đoàn quân Nam.
Ngày 20 tháng 10 năm 1944, Quân đoàn súng trường 4 và 75 thuộc Phương diện quân Ukraina 3 phối hợp với Tập đoàn quân 1 Nam Tư giải phóng Beograd. Đức mất Beograd và Cụm quân đoàn Stetner mở đường cho quân Liên Xô và Nam Tư tiến về phía tây, đe dọa đánh thọc sườn quân Đức trên sông Danube và Sava. Chỉ huy Cụm tập đoàn quân F lo ngại đơn vị cơ giới Liên Xô khi đánh vào Sremska Mitrovica sẽ chia cắt quân Đức ở Srem và Tisza khỏi quân chủ lực. Để tránh nguy cơ này, sở chỉ huy Tập đoàn quân thiết giáp 2 lên kế hoạch rút từ phía đông Srem sang phía tây đến vị trí chiến lược thuận lợi hơn ở Srem và Slavonia, dựa vào hai bờ sông Sava và Danube. Tuyến này được gọi là "phòng tuyến Nibelung" chạy dọc theo sông Drina và Bosut, kéo về phía đông từ thị trấn Šid đến sông Danube đoạn gần Opatovac. Để có thêm thời gian gia cố phòng tuyến, kế hoạch cũng bao gồm một hệ thống phòng thủ tạo thành từ 6 tuyến trung gian.

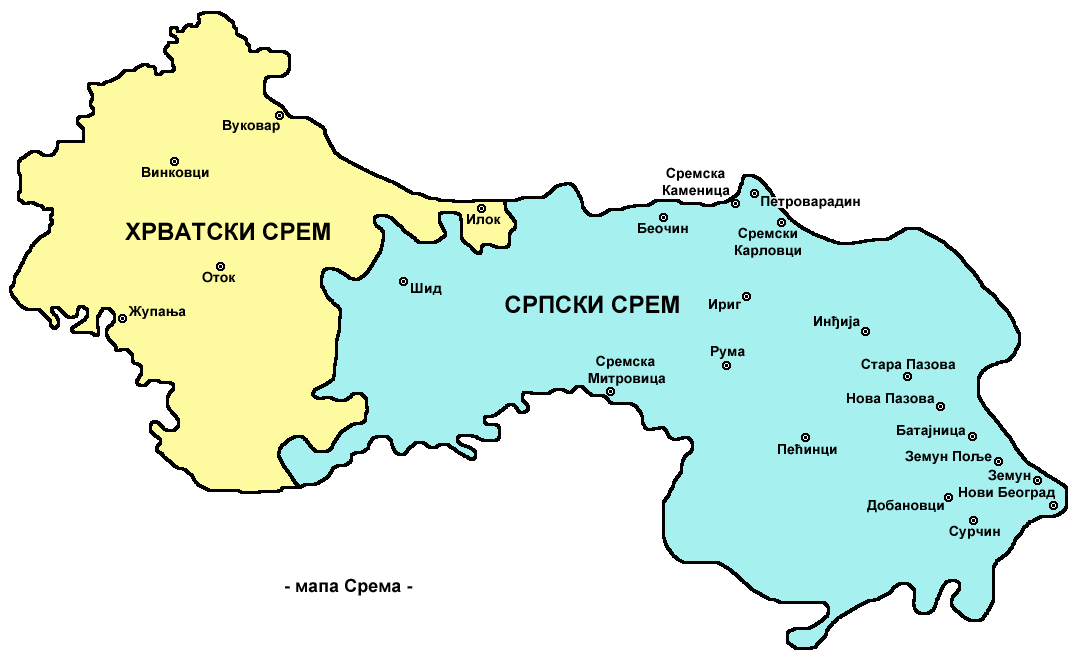
Bản đồ Srem theo ranh giới địa lý

Nhưng phán đoán của Đức về việc quân đoàn cơ giới Liên Xô tấn công vào Sremska Mitrovica đã không xảy ra. Sau khi giải phóng Beograd và đánh tan Tập đoàn quân Serbia của Đức, Phương diện quân Ukraina 3 chuyển chủ lực từ Beograd về hướng tây bắc, Tập đoàn quân 57 rút về Sombor và đợt tấn công tiếp theo là về phía tây qua thung lũng Drava nhằm chia cắt Cụm Tập đoàn quân Nam và F của Đức. Theo chỉ thị số 220244 Bộ Tư lệnh Tối cao gửi chỉ huy Phương diện quân Ukraina 3 ngày 18 tháng 10 năm 1944, 3 sư đoàn súng trường được lệnh rút về bờ bắc sông Danube chậm nhất vào ngày 25-27. Tháng 10 năm 1944, lực lượng này đã đóng chốt tại vị trí phòng thủ dọc sông Danube thuộc khu vực Sombor - Novi Sad nhằm yểm trợ cho cánh trái của Phương diện quân Ukraina 2.
Trong khi đó, sau khi giải phóng Beograd, các đơn vị QGP Nam Tư và Phương diện quân Ukraina 3 tiếp tục chiến sự tại Srem, Bačka và lãnh thổ Serbia phía nam sông Sava và Danube. Hồng quân lần lượt chiếm Vrbas, Kula, Bačka Palanka và Rača Kragujevac ngày 20 tháng 10; Sombor và Šumadija, Kragujevac ngày 21 tháng 10; Zemun, Stara Pazova, Inđija, Titel, Odžaci, Knić ngày 22 tháng 10; Novi Sad, Petrovaradin, Sremski Karlovici, Šabac ngày 23 tháng 10 và Apatin ngày 24 tháng 10. Như vậy, Hồng quân và QGP Nam Tư đã ở hết bờ nam sông Danube suốt từ biên giới Nam Tư-Hungary ở phía bắc đến Bačka Palanka và Ilok ở phía nam.

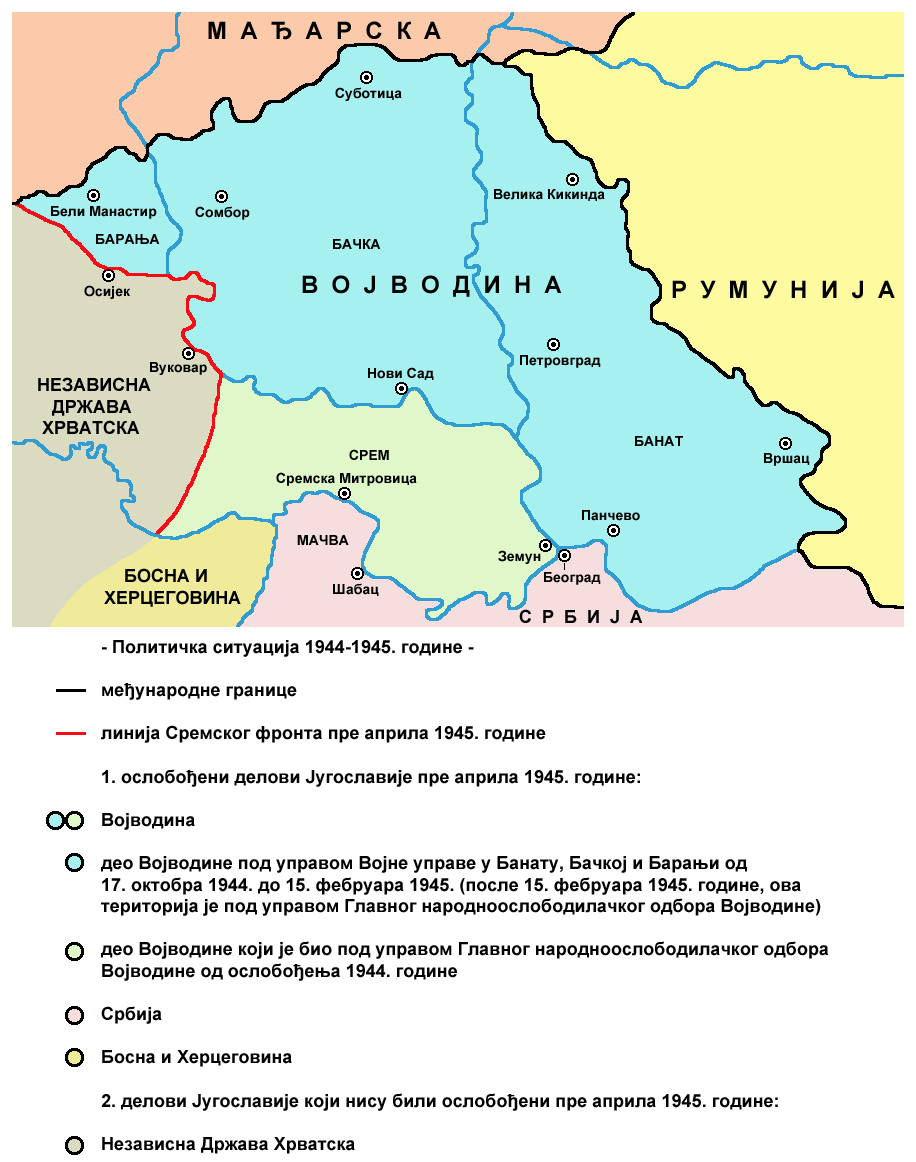
Mặt trận Srem đến tháng 4 năm 1945 (đường màu đỏ)

Tiếp theo, Phương diện quân Ukraina 3 bắt đầu chuyển chủ lực về phía bắc. Ngày 22 tháng 10, Quân đoàn Vojvodina 12 của Nam Tư vượt sông Sava cùng Sư đoàn Lika 6, các lữ đoàn thuộc khu tác chiến Srem của Sở chỉ huy NOV và POJ tại Vojvodina. Ngày 23 tháng 10, Quân đoàn súng trường bắt đầu đụng độ giao tranh trên phòng tuyến Srem. Ngày 24 tháng 10, liên quân đến Šatrinci — Putinci — Dobrinci — Buđanovci, đối mặt với phòng tuyến đầu tiên của Đức gọi là "tuyến nâu".

## Diễn biến 23 tháng 10 - 30 tháng 11 năm 1944

### Mục đích hình thành và tầm quan trọng
Đức lập phòng tuyến mặt trận Srem nhằm chặn Liên Xô và Nam Tư tiến về phía tây, cũng như đảm bảo rút 350.000 quân Cụm tập đoàn quân E khỏi Hy Lạp. Mặt trận Srem là điểm liên hợp giữa Cụm tập đoàn quân Nam và F, đồng thời bảo vệ sườn nam của quân Đức ở Mặt trận phía Đông, khai thông với chiến trường Ý. Mặt trận Srem đóng vai trò chủ chốt trong phòng tuyến của Cụm tập đoàn quân F.
Sử gia Nikola Tošić Malešević nhận định các phòng tuyến vững chắc do quân Đức lập nên giữa Sava và sông Danube bắt đầu được gọi là Mặt trận Srem vào đầu tháng 11 năm 1944. Thuật ngữ "Mặt trận Srem" được cả hai phía sử dụng. Đối với NOVJ, mặt trận Srem nằm trong mặt trận chung Nam Tư cũng như mặt trận chiến lược cho liên minh chống Đức.

### Hình thành và ổn định
Sau thất bại tại trận Beograd, quân Đức ở Srem buộc phải phá vây rút quân. Sử gia Đức Klaus Schmieder cho rằng quân Nga và Partizan đã tạo được áp lực lớn cho quân Đức. Khi Hồng quân triển khai tại nam Sava, Đức lại không thể dùng lực lượng tại Beograd để tiến ra theo hướng Drina để đánh vào đối phương đồn trú tại Srem. Giữa hoàn cảnh này, Tập đoàn quân Thiết giáp 2 chịu trách nhiệm tổ chức phòng thủ Srem đã cố gắng tập hợp tàn quân thuộc Tập đoàn quân Serbia và nhanh chóng lập nên mặt trận mới trên phòng tuyến Danube-Sava. Ngày 25 tháng 10, phía Đức biết tin Phương diện quân Ukraina 3 đang điều Quân đoàn cơ giới cận về 4 về phía bắc, phán đoán đối phương nhắm chính vào Hungary chứ không phải Srem.
Ngày 24 tháng 9 năm 1944, phòng tuyến Srem bắt đầu được xây dựng theo lệnh Tư lệnh Tập đoàn quân Thiết giáp 2 Tướng pháo binh Maximilian de Angelis. Tham gia gồm có đơn vị công binh Volksdeutsche và huy động cả thường dân Serb. Tổng cộng có bảy tuyến phòng thủ liên kết với nhau thành một Srem kiên cố. Mỗi tuyến có mã riêng từ đông sang tây là: nâu, lục, vàng, đen, đỏ, Nibelung và một tuyến lục nữa. Một số làng giữa Bosut và Sava được củng cố thành những lá chắn đặc biệt, với độ sâu phòng thủ lên tới 100 m. Hệ thống phòng thủ bao gồm các chiến hào liên tục, tuyến giao liên lạc, trạm quan sát, boongke, đội súng máy với cụm hỏa lực đề kháng cùng bãi mìn.

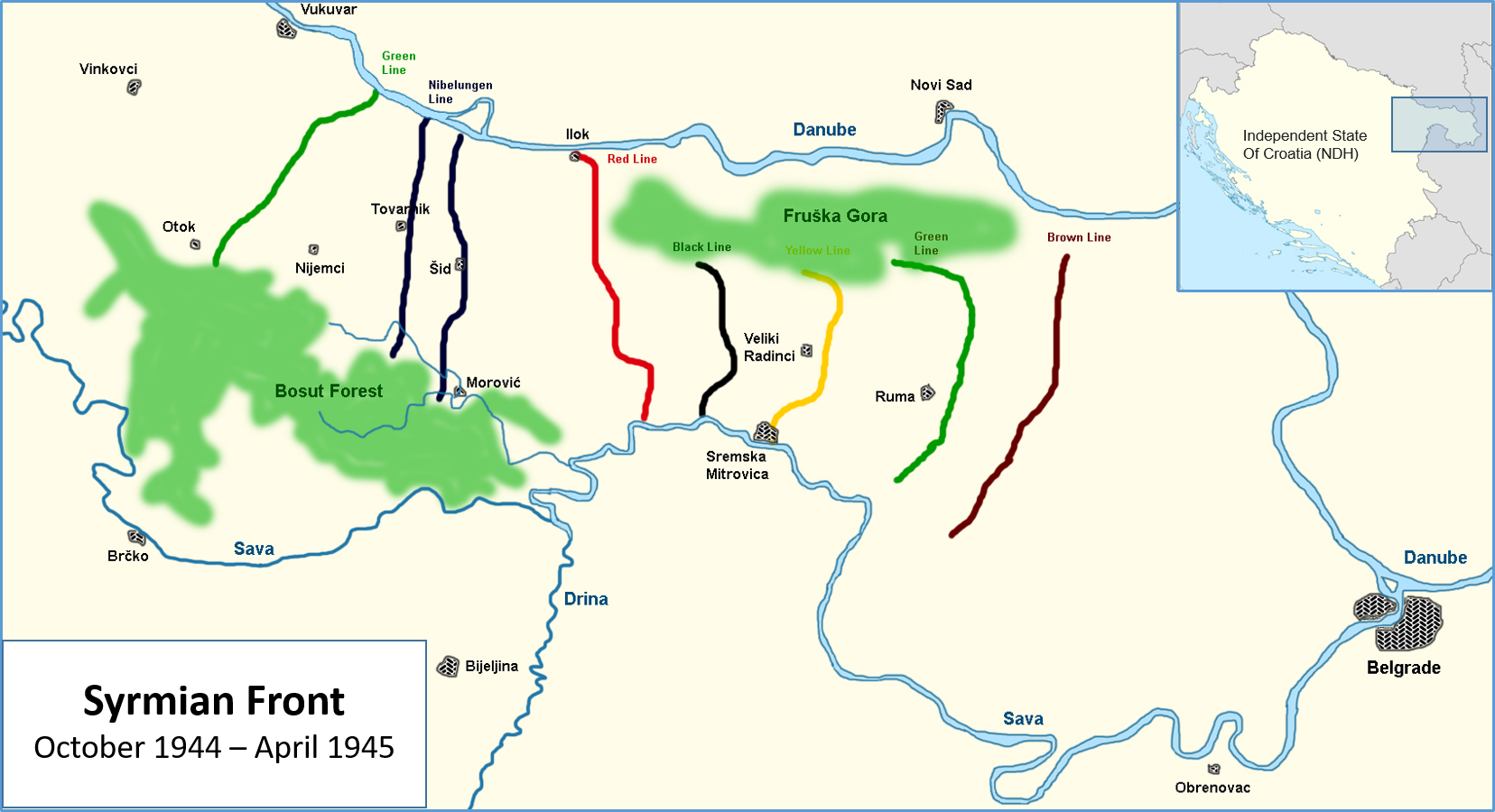
Bảy phòng tuyến Srem

Tại hậu phương Srem, quân Đức đồn trú thuộc Tập đoàn quân 582 (tiếng Đức: Kommandant des rückwärtigen Armeegebiets 582) gồm 3 trung đoàn quân cảnh SS, một trung đoàn hậu cần, 7 sư đoàn phòng không, một trung đoàn bảo vệ vận tải và một số đơn vị hiến binh, an ninh khác của Đức và Croatia. Ngày 19 tháng 10 năm 1944, phục vụ cho việc rút quân và tổ chức phòng tuyến mới, Cụm tập đoàn quân F lệnh cho Tập đoàn quân thiết giáp 2 thành lập Bộ chỉ huy Tập đoàn quân 68, gồm cả Cụm quân đoàn Schneckenburger sau thất bại Beograd, Tập đoàn quân 68 từ Hy Lạp, đặt là Quân đoàn đặc nhiệm Stefan. Ngày 23 tháng 10, quân đoàn Stefan giao lại quyền cho cụm quân đoàn mới thành lập Bether để tập trung bảo vệ thông tin liên lạc trước quân Partizan. Cụm quân đoàn Bether gồm khoảng 15 nghìn quân chia ra thành năm chiến đoàn (BG), sở chỉ huy đặt tại Ruma. Bether trấn giữ "tuyến nâu" đầu tiên Dobrinci — Putinci — Šatrinci — Krušedol nhằm ngăn chặn Nam Tư trên trục lộ Zemun đến Ruma. Do tình hình chiến sự biến chuyển nhanh, cụm Bether chưa kịp xây dựng xong các công sự, mà chỉ đào xong hào trước các làng. Tuyến phòng thủ kiên cố trước tiên là "tuyến xanh". Tuyến được tập trung bảo vệ cao nhất là Nibelung.
Mặt trận mới ở Srem thành lập trong tình trạng thiếu quân trầm trọng. Báo cáo ngày 20 tháng 10 năm 1944 ghi nhận "5-6 tiểu đoàn mệt mỏi vì chiến đấu, được tăng cường thêm những khẩu đội riêng". Ngày 21 tháng 10, được bổ sung thêm quân số từ các đơn vị tác chiến, sư đoàn 117 chỉ huy tiến theo hướng Šabac. 12 nghìn lính hành quân không mang vũ khí hạng nặng. Ngày 23 tháng 10, đoàn quân bố trí trên khu vực phòng thủ tại Drina. Sư đoàn sơn cước Handžar 1 của Croatia cung cấp khí tài hạng nặng cho họ. Sư đoàn sơn cước 1 của Đức trấn thủ các điểm dọc theo sông từ cửa sông Drina đến Zvornik. Quân Đức điều động từ phía đông Srem để tiến vào chốt các vị trí giữa ngã ba sông Drina và sông Danube gần Vukovar. Ngày 22 tháng 10, Sư đoàn Brandenburger đang phòng thủ trên sông Tisza đã rút sang bờ nam sông Danube, rồi hành quân tiếp tới Osijek đảm bảo thông suốt với Cụm tập đoàn quân Nam ở Hungary.
Trong khi đó, Cụm sư đoàn Bether được thành lập vội vã cùng các đơn vị cảnh sát Croatia trực thuộc, tổng quân số khoảng 25 nghìn người đang chuẩn bị bảo vệ phòng tuyến đầu tiên - "tuyến nâu". Chủ lực Đức cũng được tăng cường trên "tuyến xanh". Các sư đoàn 11, 16 và 36 của Nam Tư cũng như các lữ đoàn tác chiến vùng Srem được lệnh tấn công phòng tuyến. Sư đoàn 11 và 36 được tăng cường bằng một sư đoàn pháo binh Liên Xô và Sư đoàn cận vệ súng cối, riêng sư đoàn 36 được một tiểu đoàn thuộc sư đoàn súng trường 236 tăng cường, và nhận yểm trợ từ trung đoàn pháo binh và sư đoàn Katyusha. Hồi 12 giờ ngày 25 tháng 10, Nam Tư phát động tấn công bằng loạt pháo kích lên các vị trí của quân Đức trên "tuyến nâu" và "tuyến xanh". Chỉ đến cuối ngày, Lữ đoàn Vojvodina 3 thuộc Sư đoàn 36 và một tiểu đoàn Hồng quân chiếm được Irig, còn Lữ đoàn Vojvodina 9 tác chiến vùng Srem hạ được Jazak. Về hướng Ruma, các lữ đoàn thuộc sư đoàn 16 dập được các cụm đề kháng và đẩy lùi những đợt phản công của Đức, chiếm được Putinci và Dobrinci. Ngày 26 tháng 10, Sư đoàn Krajina 11 chiếm Hrtkovce và Jarak, Lữ đoàn Vojvodina 9 phối hợp với số 3 chiếm Vrdnik. Giữa trưa cùng ngày, Sư đoàn 16 tấn công vào tâm điểm vững chắc trên "tuyến xanh" ở Ruma. Chiến trận ác liệt kéo theo tổn thất lớn đến khi trời tối thì tạm dừng. Đến sáng, Sư đoàn 16 tiếp tục tấn công và chiếm được thành phố lúc 10 giờ. Sư đoàn Krajina 11 chiếm Šašince. Quân Đức không chấp nhận thất bại trước Nam Tư, tổ chức phản công chiếm lại Vrdnik, Jazak và Grgurevce, buộc Sư đoàn 36 phải tạm dừng tấn công.
Ngày 27 tháng 10, Đức giải tán sở chỉ huy Tập đoàn quân Serbia và giao quyền chỉ huy quân đội ở Srem, trên sông Drina và sông Danube cho sở chỉ huy Quân đoàn 68. Quân đoàn khi ấy đang trấn "tuyến vàng" với trung tâm phòng thủ chính là Sremska Mitrovica do Sư đoàn Jäger 117 và 118 cùng Sư đoàn sơn cước 1 nắm giữ bên cạnh các đơn vị Ustaše mạnh. Ngày 28 tháng 10 năm 1944, Hitler ra lệnh cho Tổng tư lệnh Đông Nam phải giữ bằng được "Phòng tuyến Nibelung" và đưa quân phòng thủ phía đông Srem. Cùng ngày, Sư đoàn Krajina 11 mở cuộc tấn công Sremska Mitrovica từ phía đông và đông bắc. Pháo binh Liên Xô yểm trợ không hiệu quả vì không xác định được mục tiêu. Hỏa lực dày đặc của Đức gây tổn thất lớn. Đến trưa, Tiểu đoàn 3 của Lữ đoàn Krajina 5 đột kích vào trung tâm thành phố nhưng bị quân Đức bao vây buộc phải rút sang hướng bắc. Không thể chiếm được thành phố, Sư đoàn Krajina tiến hành bao vây đến ngày 30 tháng 10 thì được Sư đoàn Vojvodina 16 đến thế chân. Ngày 29 tháng 10, Tập đoàn quân thiết giáp 2 của Đức được lệnh tử chiến giữ cho bằng được "tuyến đỏ", còn các "tuyến vàng" và "tuyến đen" phải cầm cự đến phút cuối. Ngày 30 tháng 10, Tập đoàn quân thiết giáp 2 nhận lệnh không được triệt thoái khỏi Sremska Mitrovica và giữ cả phòng tuyến Sremska Mitrovica — Veliki Radinci — Bešenovo — Remeta nếu có thể. Đêm 30 sáng 31 tháng 10, quân Đức đẩy lùi được cuộc tấn công của Sư đoàn Vojvodina 16 vào Sremska Mitrovica. Lúc trời tối 31 tháng 10, Lữ đoàn Vojvodina 1 và 4 tiếp tục áp sát tấn công ác liệt. Trưa 1 tháng 11, quân Nam Tư chiếm được thành phố. Cùng ngày, ở cánh phải, Sư đoàn Vojvodina 36 chiếm được các khu Bešenovo và Šuljam, Sư đoàn Lika 6 chiếm Velika Radinca. Các đơn vị Đức rút về bảo vệ phòng tuyến thứ tư - "tuyến đen".
Chiến sự và diễn biến tiến công cũng khiến Nam Tư điều chỉnh lại cơ cấu binh lực. Ngày 1 tháng 11, NOVJ giải tán vùng tác chiến Srem, Lữ đoàn Vojvodina 7 7 và 8 hợp vào Sư đoàn Vojvodina 51 mới thành lập. Lữ đoàn Vojvodina 9 chuyển về Novi Sad, Lữ đoàn Vojvodina 10 chuyển sang Sư đoàn Vojvodina 36. Lữ đoàn Vojvodina 11 chuyển sang Backa và đóng tại các vị trí tả ngạn sông Danube từ Bogojevo đến Backa Palanka.
Rút khỏi Sremska Mitrovica, Cụm tập đoàn quân Bether tập trung tại phòng tuyến thứ tư, "tuyến đen" Laćarak — Čalma — Divoš — Đipša — Nestin. Cụm tập đoàn quân giải thể và binh lính chuyển sang Sư đoàn tiêm kích 118. Nhưng mọi thay đổi không thể cứu vãn nổi "tuyến đen". Từ ngày 2 đến 10 tháng 11, Sư đoàn Vojvodina 12 và Sư đoàn Proleteria 1 được pháo binh Liên Xô và Không đoàn của Tướng Vitruk yểm trợ, đã liên tiếp tấn công kết hợp với phản công giáng những đòn dữ dội lên phòng tuyến. Tổn thất nặng nề, quân Đức lùi về phòng tuyến thứ năm và được lệnh phải giữ "tuyến đỏ" bằng mọi giá.

### Giai đoạn tạm lắng

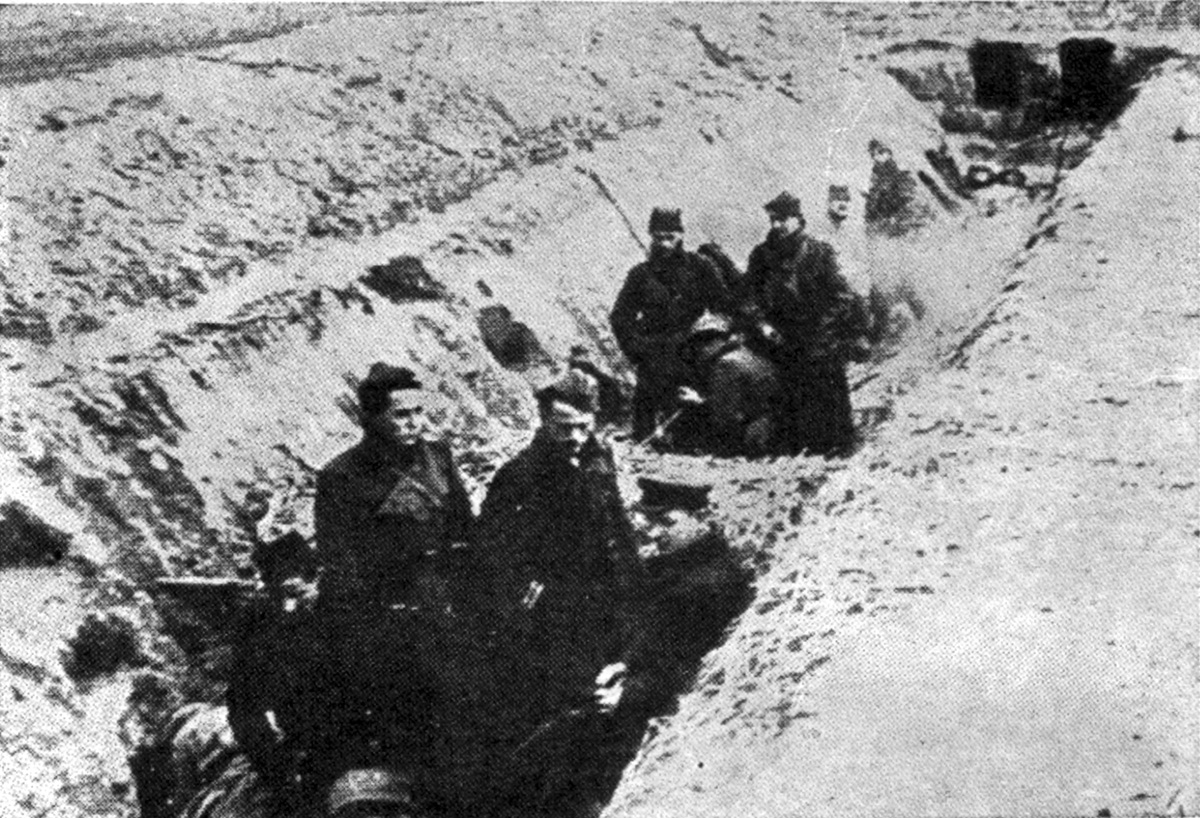
Chiến hào của Sư đoàn xung kích Serbia 21 tháng 12 năm 1944

Sau 15 ngày chiến sự ác liệt từ 23 tháng 10 đến 10 tháng 11, Quân đoàn Vojvodina 12 và Quân đoàn Proleteria 1 đã vượt qua 4 tuyến phòng thủ sâu 50 km. Đánh đổi là các trận cận chiến gây tổn thất cho cả hai bên. Tất yếu là binh đoàn Nam Tư đã suy kiệt. Binh lính bị kiệt sức, cộng với đói rét mùa đông do thiếu quân nhu thực phẩm. Báo cáo của sở chỉ huy Sư đoàn Lika 6 cho biết: "Toàn bộ sư đoàn 6 và chủ lực sư đoàn 21 phải đóng ở bãi đất trống, không hề có che chắn. Ngày 21 đã có trường hợp tử vong do mất thân nhiệt. Tình trạng tiếp tục tồi tệ hơn." Cả hai phía đều gặp khó khăn do mưa, lầy lội và trời rét liên tục. Với điều kiện như vậy, khi quân Nam Tư tiến đến "tuyến đỏ" thì chỉ dừng lại ở việc trinh sát cùng với một số xung đột cục bộ nhỏ. Mặt trận Srem tương đối yên tĩnh. Chiến tranh chiến hào bắt đầu diễn ra trên vùng đồng bằng giữa trời mưa, mưa đá lớn, chiến hào ngập nước lên tới tận đầu gối, thay vì đạn pháo thì giờ đây binh lính phải đối mặt với cảm lạnh, viêm nhiễm và bệnh dịch nguy hiểm khác.
Lợi dụng chiến sự tạm lắng, Nam Tư tổ chức lại quân đội. Ngày 11 tháng 11, sau 20 ngày chiến đấu liên tục, Quân đoàn Vojvodina 12 được về Bačka dưỡng quân, rồi qua Batina đến mặt trận Drava. Quân đoàn Proleteria 1 gồm Sư đoàn Lika 6, Sư đoàn Krajina 11 và Sư đoàn xung kích Serbia 21, tổng cộng 20 nghìn quân vẫn ở lại mặt trận Srem. Sư đoàn Proleteria 1 và Krajina 5 đang đóng ở Zemun và Beograd, gồm toàn tân binh với vũ khí Liên Xô.
Về phòng thủ phía Đức, ngày 12 tháng 11, Tập đoàn quân Kübler mới thành lập đến tiếp quản, gồm Sư đoàn sơn cước 1 và Sư đoàn không lực 117 (phòng thủ từ Zvornik đến Bijeljina), 118 (từ làng Martinci đến Ilok và dọc sông Danube đến Sotin), cụm sư đoàn Stefan (đoạn trên sông Drava đến lối vào gần Donji Miholjec), các đơn vị cảnh sát khu an ninh Nam (phòng hậu cho Kibler trong khu vực Vinkovci - Đakovo) cùng một số đơn vị quân lực Croatia. Ngày 23 tháng 11 năm 1944, Tổng tư lệnh Đông Nam thống chế Maximilian von Weichs đặt Tập đoàn quân Kübler dưới sự chỉ huy của Cụm tập đoàn quân E.

## Chuẩn bị đột kích
Tháng 11 năm 1944, chiến sự đông nam diễn ra ở miền nam Hungary. Khi Phương diện quân Ukraina 3 đánh vào Batina và Apatina, cánh trái phương diện quân liên hợp được với cánh phải của NOVJ trên Mặt trận Srem. Với mục đích yểm trợ và phối hợp những hoạt động tích cực của NOVJ tại ngã ba sông Drava và Sava, Bộ Tư lệnh Tối cao Liên Xô đã lệnh cho Tư lệnh Phương diện quân Ukraina 3 Nguyên soái Fyodor Ivanovich Tolbukhin thống nhất hợp tác chung với bộ chỉ huy quân Nam Tư.
Đối đầu với Liên Xô ở miền nam Hungary buộc Đức phải rút một phần binh lực khỏi Mặt trận Srem ở Baranja. NOVJ quyết định lợi dụng Đức bị yếu thế để giải phóng Srem và Slavonia. NOVJ nhận định đã đến thời điểm đột phá Mặt trận Srem, chiếm các trọng điểm Vinkovci và Osijek, liên kết với Quân đoàn Slavonia6 và Quân đoàn Zagreb 10 đang hoạt động ở Slavonia và Podravina. Liên Xô cũng muốn đẩy quân Đức về phía tây sông Danube và mở đường tiếp tế dọc sông cho Phương diện quân quân Ukraine 3. Ngày 17-20 tháng 11, Nguyên soái Tolbukhin đến Beograd và Sofia, thỏa thuận phối hợp tác chiến với quân Nam Tư và Bulgaria. Hoạt động chính là Nam Tư đánh dọc theo sông Sava bên phải Zagreb. Đến khi quân Bulgaria bắt đầu hành động, Nam Tư sẽ tách một quân đoàn ra bảo vệ sườn trái Quân đoàn 57 Hồng quân ở Baranja. Liên Xô hứa hỗ trợ đánh Srem trước khi rút hết Hồng quân khỏi Nam Tư, lực lượng tham chiến gồm Quân đoàn súng trường 68 thuộc Phương diện quân Ukraina 3, công binh và đội tàu Danube. Thời điểm tấn công được ấn định vào ngày 3 tháng 12 năm 1944.
Cuối tháng 11 năm 1944, sau chiến thắng Batin, Quân đoàn Vojvodina 12 chiếm các vị trí trên sông Drava và lập Mặt trận Drava trải dài từ Virovitica đến cửa sông Drava. Mặt trận mới này cùng Mặt trận Srem từ sông Danube đến Sava và Mặt trận Drina từ Zvornik đến cửa sông Drina đổ vào Sava tạo thành một cụm chiến lược duy nhất tương hỗ nhau.
Kế hoạch dự kiến để Quân đoàn súng trường 68 tấn công bên hữu ngạn sông Danube theo hướng Ilok — Sotin — Vukovar — Osijek. Quân đoàn Proteleria 1 được coi là mũi chính diện vào phòng tuyến theo hướng Erdevik — Šid — Vinkovci — Đakovo — Našice rồi phối hợp với Quân đoàn súng trường 68 chiếm Osijek. Ngoài ra còn có quân du kích Vojvodina và Croatia phối hợp với ba sư đoàn 16, 36 và 51 hoạt động trên sông Danube và Drava đánh vào phía sau và thọc sườn quân Đức. Quân đoàn Slavonia 6 được lệnh quấy rối phía sau quân Đức để hỗ trợ mũi công chính xuyên sâu vào Mặt trận Srem.

## Chiến sự tháng 12

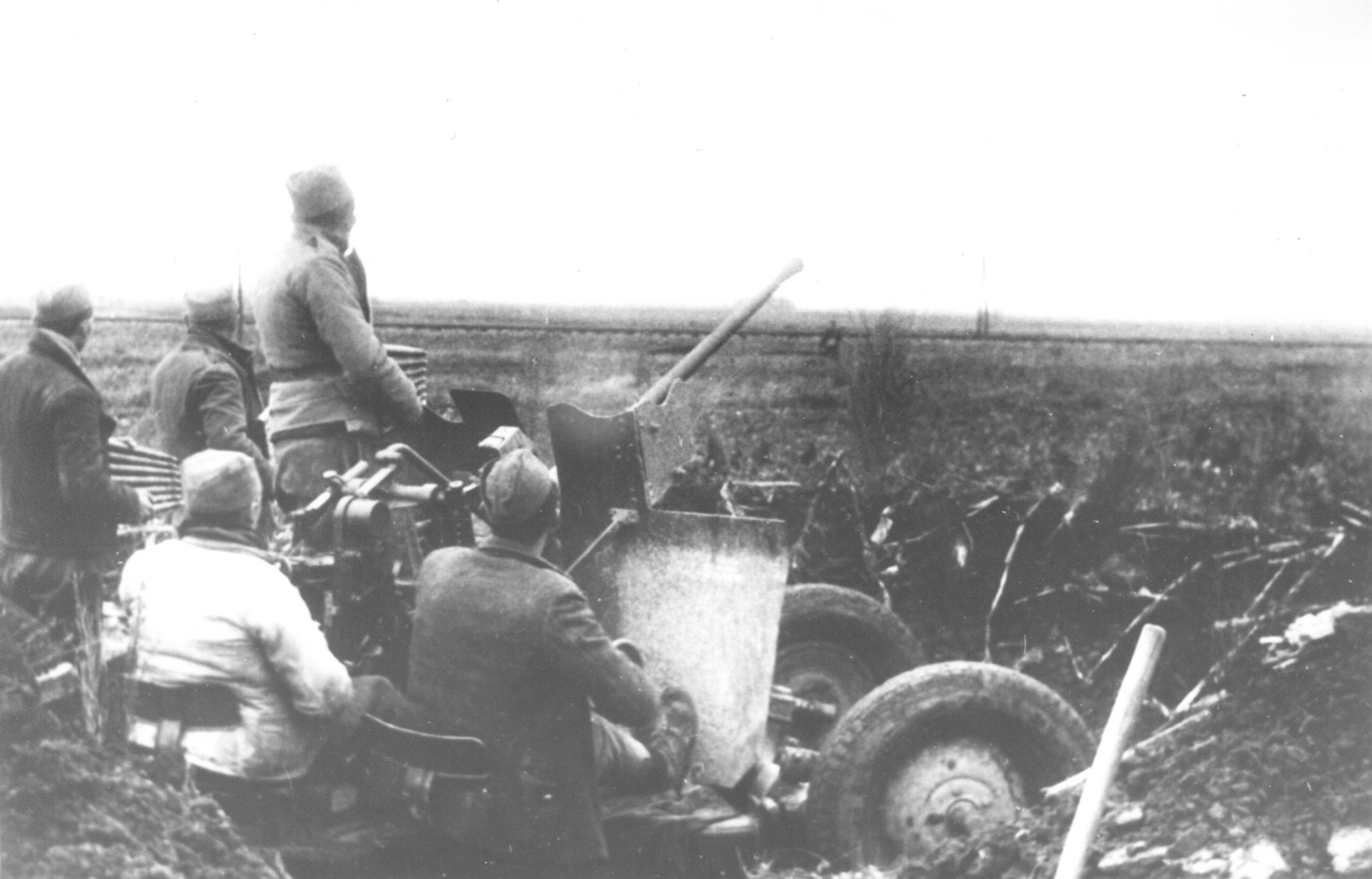
Phòng không Nam Tư trên Mặt trận Srem tháng 12 năm 1944

Đêm trước trấn công, Quân đoàn Proteleria 1 và Sư đoàn Krajina 5 hành quân đến Mặt trận Srem. Sư đoàn Krajina 11 và Serbia 21 cũng sẵn sàng tham chiến. Sư đoàn Lika 6 được rút về nghỉ ngơi. Quân đoàn súng trường 68 chuẩn bị cho Sư đoàn 52 và 223 tham chiến. Về phía Đức, "tuyến đỏ" thứ năm này do 20 nghìn quân thuộc Sư đoàn tiêm kích 118 trấn giữ với bãi mìn hàng chục nghìn quả cài sẵn rào dây thép gai. Ngày 3 tháng 12, liên quân Liên Xô-Nam Tư nã pháo phát động tấn công. Lúc 10 giờ sáng, 11 lữ đoàn thuộc Sư đoàn 1, 11 và 21 của Quân đoàn Proteleria 1 cùng Sư đoàn súng trường 52 tấn công trên tuyến dài 30 km từ Ilok đến Mratinac. Ngày đầu ra quân thất bại. Ngoại trừ Lữ đoàn Montenegro 8, còn lại đều tổn thất nặng nề không vượt qua được bãi mìn, nhiều lính thiệt mạng do mìn.
Sáng 4 tháng 12, một phân đội hỗn hợp Liên Xô-Nam Tư vượt sông Danube đoạn giữa Opatovac và Mohovo. Cuộc đổ bộ Opatovac đã chuyển hướng một phần binh lực Đức tạo điều kiện thuận lợi cho các hướng tấn công chính. Đến trưa, Sư đoàn súng trường 52 chiếm Ilok còn và Sư đoàn Krajina 11 chiếm Erdevik. "Tuyến đỏ" đã vỡ, Cụm quân đoàn Kübler được lệnh rút về "Tuyến Nibelung". Sáng 5 tháng 12, Quân đoàn Proteleria 1 và Sư đoàn súng trường 52 truy kích quân Đức rút lui. Lực lượng đổ bộ Liên Xô-Nam Tư cũng đánh bật quân Đức ra khỏi Opatovac. Quân đoàn 1 tiến đến tiếp cận phòng tuyến Bapska — Berkasovo — Šid, còn đến cuối ngày Sư đoàn Krajisna cũng đến được Šid. Ở cánh phải, quân Đức bỏ Martince và Kuzmin. Sư đoàn Serbia 21 tận dụng thời cơ chiếm Adaševci, Morović, Višnjićevo và Sremska Rača cuối ngày hôm đó.
Cuối ngày 5 tháng 12, 6 lữ đoàn thuộc Quân đoàn Proteleria 1 và Sư đoàn Krajina 1 chiếm được Šid sau 3 tiếng giao tranh. Như vậy, trong ba ngày tấn công đầu tiên, Quân đoàn Proteleria 1 và Quân đoàn súng trường 68 đã chiếm được vành đai công sự đầu tiên của "Tuyến Nibelung" và đột phá đến phòng tuyến Opatovac — Đông Lovas — Šid — Adasevci — Morović — Višnjićevo — Sremska Rača. Tuy tuyến phòng ngự không còn nguyên vẹn, Thống chế Weichs vẫn lệnh cho Kübler phải giữ được "Tuyến Nibelung" chứ không được lui về "tuyến xanh". Dù vậy, ngay tối 6 tháng 12, Quân đoàn Proteleria 1 và Lữ đoàn Krajina 5 đánh vào cứ điểm then chốt Tovarnik. Quần thảo suốt đêm, tuy thiệt hại nặng nề nhưng Nam Tư đã chiếm được thị trấn vào sáng ngày 7 tháng 12. Tovarnik thất thủ, quân Đức không còn cách nào khác buộc phải rút về "tuyến xanh" cuối cùng, đi từ Sotin qua Berak và Orolik đến Otok. Ngày 7 tháng 12, Quân đoàn Proteleria 1 và Quân đoàn súng trường 68 bắt đầu tấn công "tuyến xanh". Sư đoàn 223 của Quân đoàn súng trường 68 cũng được tung vào trận.
Quân Đức đẩy lui các cuộc tấn công tại Sotin. Nguyên soái Tolbukhin lệnh cho Hồng quân phối hợp với Nam Tư đổ quân vào phía sau đối phương để gây áp lực và tạo điều kiện thuận lợi cho việc đột phá theo hướng Sotin - Vukovar. Đêm 7 rạng ngày 8 tháng 12, khoảng 2.000 quân (hoặc 2327) nhảy vào Vukovar và chiếm đầu cầu hẹp bên hữu ngạn sông Danube. Một lực lượng Đức đến chặn lại, giao tranh liên tục, tình thế chuyển thành cận chiến. Đến trưa 9 tháng 12, tình thế phía đồng minh nguy ngập, bị chặn lại hoàn toàn. Đến đêm, tổn thất quá nặng nề, tàn quân buộc phải rút về tả ngạn sông Danube.
Ngày 12 tháng 12, quyền chỉ huy quân Đức-Croatia trên các mặt trận Srem, Drava và Drina được chuyển cho Quân đoàn 34 Cụm tập đoàn quân E. Ngày 14 tháng 12, sau 40 phút nã pháo vào "tuyến xanh", 9 lữ đoàn thuộc Quân đoàn Proteleria 1 và 2 trung đoàn thuộc Sư đoàn súng trường 52 mở cuộc tấn công. Quân Đức đẩy lui mọi cuộc tấn công, khiến đối phương phải tạm dừng vào ngày 15.
Quân Đức được tổ chức lại, Sư đoàn tiêm kích 117 thay cho Sư đoàn 118. Phía Liên Xô-Nam Tư cũng có thay đổi. Ngày 24 tháng 12, Nguyên soái Tolbukhin lệnh cho Quân đoàn súng trường 68 chuyển sang Hungary, thay thế bằng Sư đoàn 3 và 8 thuộc Tập đoàn quân 1 của Bulgaria. Ngày 22 tháng 12, Nam Tư và Bulgaria tấn công mãnh liệt nhưng không thể chọc thủng được phòng tuyến kiên cố nên phải dừng lại ngày 28. Cuối tháng 12 năm 1944 đầu tháng 1 năm 1945, quân Bulgaria rút dần về Hungary. Toàn bộ Mặt trận Srem từ Sava đến sông Danube thời điểm này chỉ còn Quân đoàn Proteleria 1 của Nam Tư tham chiến với pháo binh Liên Xô yểm trợ.

## Diễn biến tháng 1 - 3 năm 1945
Ngày 1 tháng 1 năm 1945, Nguyên soái Josip Broz Tito thành lập Tập đoàn quân 1 trên Mặt trận Srem trên cơ sở Quân đoàn Proteleria 1, Sư đoàn Lika 6, Sư đoàn Krajina 5 và 11, Sư đoàn Serbia 21 với quân số 55 nghìn.

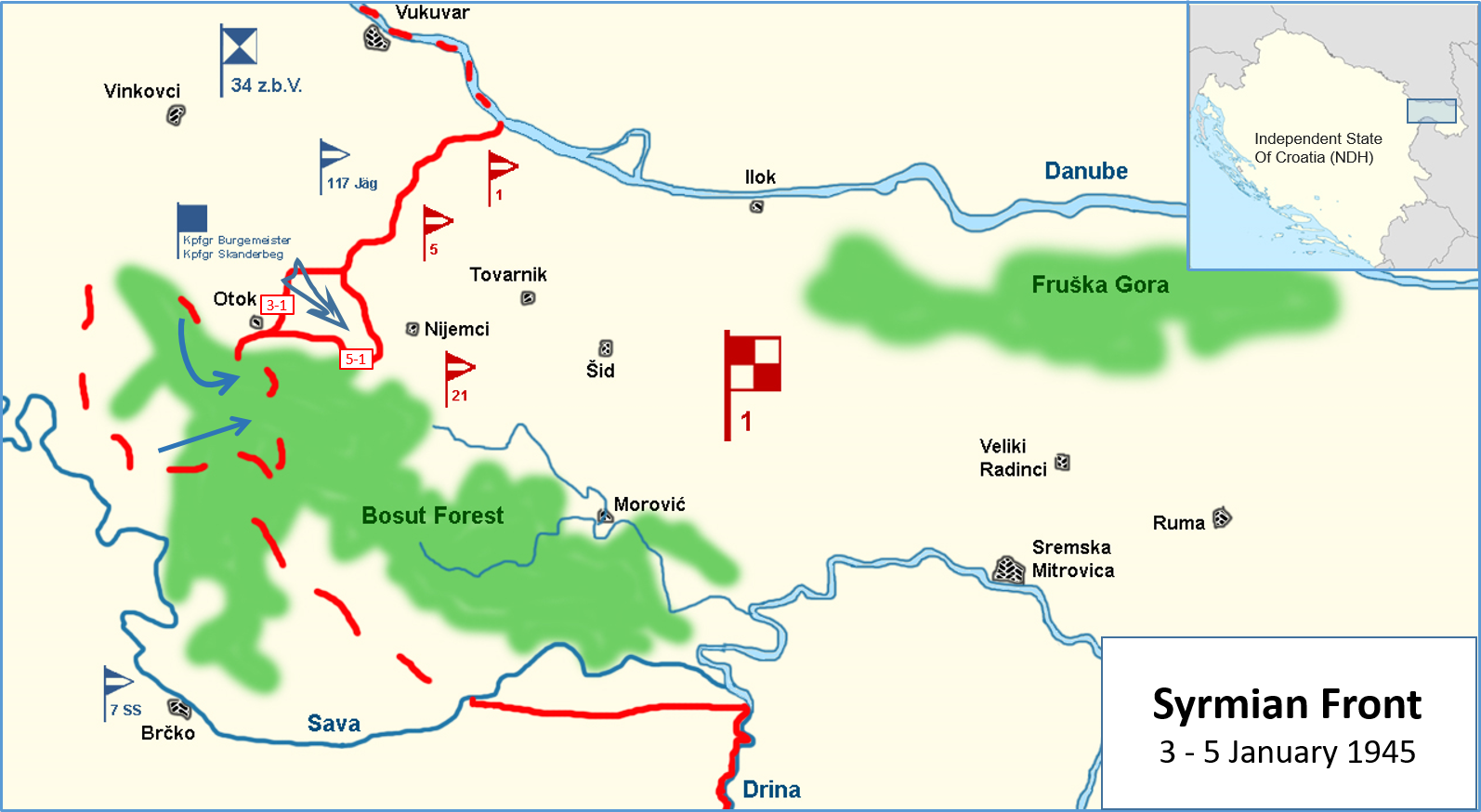
Đức phản công ngày 3-5 tháng 1 năm 1945

Tập đoàn quân 1 Nam Tư đóng tại Mặt trận Srem, bao gồm tuyến đường sắt Brčko — Vinkovci — Osijek là mối đe dọa cho quân Đức muốn điều quân từ Đông Bosna đến Mặt trận Srem, Drava hay Hungary. Đức đặt ra mục tiêu phải kéo bằng được đối phương về phía Šid, càng xa càng tốt theo hướng đông. Ngày 3 tháng 1 năm 1945, quân Đức mở cuộc phản công đầu tiên vào cánh trái Tập đoàn quân 1 Nam Tư theo hướng Otok — Komletinci — Nemci. Được thiết giáp và pháo binh yểm trợ, quân Birgermeister và Sư đoàn sơn cước tình nguyện SS Prinz Eugen giáng đòn bất ngờ vào Sư đoàn Serbia 21 trên một tuyến dài 10 km. Quân Đức nhanh chóng bao vây và buộc sư đoàn này rút lui. Đến cầu bắc qua sông Bosul thì sư đoàn Nam Tư bị nghẽn lại. Một số cố gắng chạy trên lớp băng mỏng và sụp xuống sông chết đuối, phần khác bị bắt giữ. Tổn thất trong ngày ghi nhận là 182 người chết, 308 bị thương và 315 mất tích. Số còn lại thoát được chuyển về hậu cứ nghỉ ngơi và tái tổ chức. Quân đoàn Proteleria 1, Krajina 5 và Lika 6 tiến hành phản công tại phía nam Orolik và phía tây Komletinci tới rừng Bosut đã làm chậm bước tiến của quân Đức, nhưng quân Nam Tư rồi cũng phải bỏ lại các vị trí Komletinci, Niemci và Podgrađe. Sau đó, Quân đoàn Proteleria 1 tái phối trí dọc theo tả ngạn Bosut. Ngày 4 tháng 1, quân Đức dừng tấn công. Mặt trận ổn định, hai phía bắt đầu củng cố lại lực lượng.

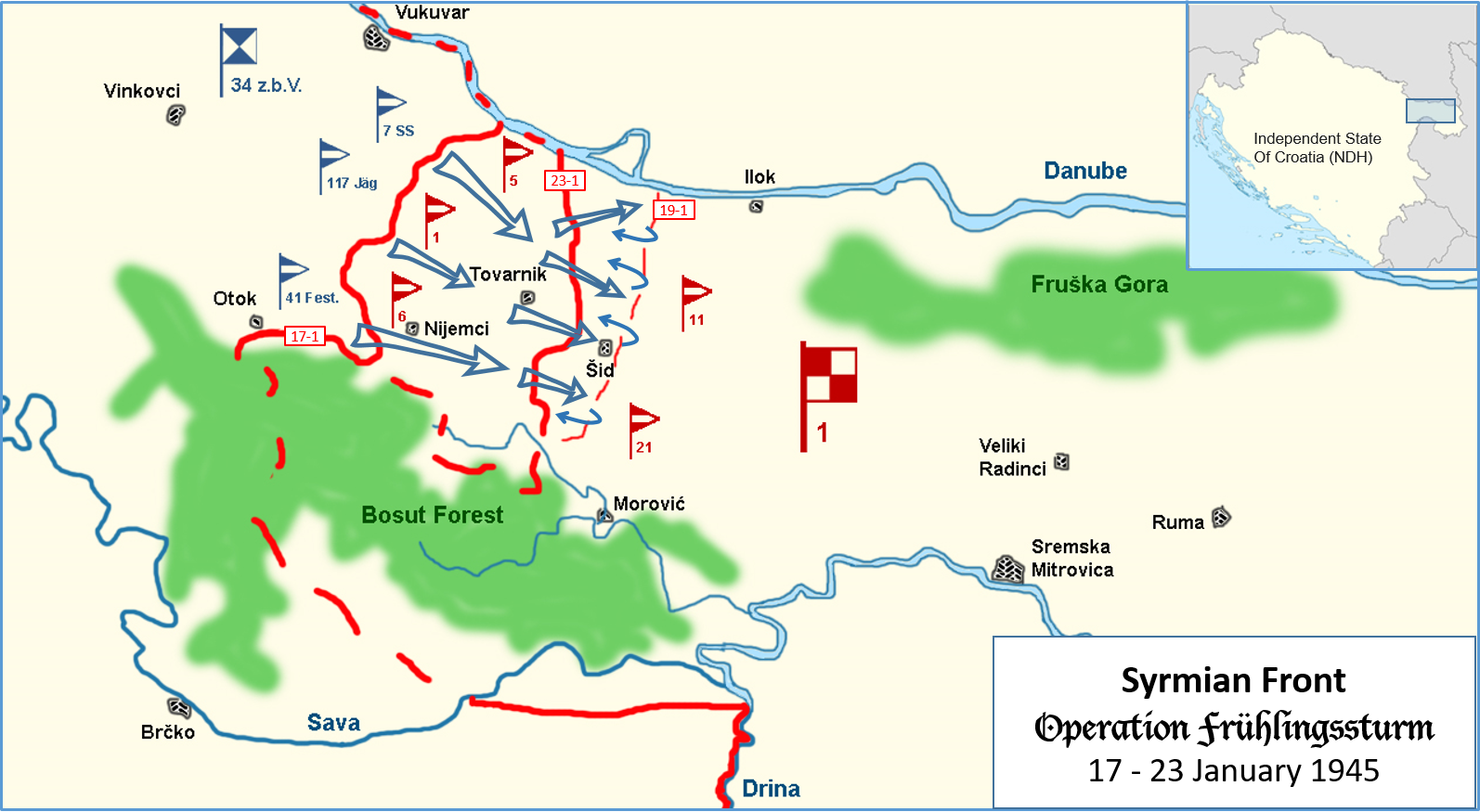
Chiến dịch Wintergewitter (Frühlingssturm) của Đức 17-21 tháng 1 năm 1945 năm.

Giữa tháng 1 năm 1945, những đơn vị cuối cùng thuộc Cụm tập đoàn quân E của Đức đặt chân vào lãnh thổ Croatia, Đức tổ chức phản công lớn không lâu sau đó. Ngày 17-21, Đức mở chiến dịch phản công Wintergewitter (hoặc Frühlingssturm) với bước công kích đầu tiên theo hướng Sotin — Tovarnik — Šid. Theo kế hoạch, chủ lực thiết giáp và cơ giới tấn công dọc theo tuyến đường Sotin - Tovarnik. Tiếp đến, bao vây tấn công hai phía trước sau, mục đích tiêu diệt Tập đoàn quân 1 Nam Tư tại Šidski Banovci — Ilača — Tovarnik, tái chiếm "tuyến Nibelung". Lực lượng Sư đoàn SS 7, Sư đoàn không quân 117, Sư đoàn bộ binh 41 cùng quân Birgenmeister tham gia chiến dịch. Ba sư đoàn Nam Tư được lệnh đánh chặn đường tiến quân của Đức. Đội hình còn lại của Tập đoàn quân 1 Nam Tư quan sát giữ vai trò dự bị. Khi chiến dịch nổ ra, do lạnh giá và tuyết dày, chỉ có các đơn vị được giao nhiệm vụ chốt tại vị trí, số còn lại ở trong hầm trú ẩn hay đóng trong làng.
Hồi 4h30 sáng 17 tháng 1 năm 1945, Quân đoàn 34 Đức tấn công đồng loạt trên toàn mặt trận. Đến trưa, xe tăng Đức chiếm Lovas và tiến sâu vào vị trí của Tập đoàn quân 1 Nam Tư. Trước sức công phá quyết liệt của Đức, quân Nam Tư vừa kháng cự vừa rút về Šid. Sư đoàn Proteleria 1 và Lika 6 ngăn được quân Đức thâm nhập sâu thêm nhưng tình hình cánh phải mỗi lúc thêm nguy ngập. Không đoàn của thiếu tướng Vittruck cất cánh oanh tạc vào các đơn vị Đức đang bị chia cắt. Sư đoàn Serbia 21 kịp thời phản công vào Mohovo và Šarengrad đồng thời làm chậm bước tiến của quân Đức. Nhưng tình thế không thể lật ngược. Hồi 17h30 xe tăng Đức tiến vào Tovarnik, cắt đường thoát của Sư đoàn Proteleria 1 và Krajina 5. Nhằm giúp các lực lượng này có thể rút về phía nam Tovarnik, Tập đoàn quân 1 lệnh cho Sư đoàn Krajina 11 phải chiếm được thành phố bằng mọi giá. Tuy không thể qua được Tovarnik nhưng nhờ phản công, quân Nam Tư rút được theo hướng Berkasovo và Bapska. Trước tình hình mặt trận, Nam Tư thành lập Quân đoàn Proteleria 2 từ lực lượng dự bị.
Chiến sự tiếp diễn. Để tránh tổn thất và bị bao vây, Tập đoàn quân 1 rút lui về phòng tuyến Šarengrad — Bapska — Berkasovo — Šid — Ilinci — Gradina. Đức tập trung lực lượng chiếm được Šid. Giành giật từng thành phố, Tập đoàn quân 1 đối mặt với những trận chiến khó khăn nhất từ khi thành lập. Ngày 21 tháng 1, sau khi chiếm được Šid, Berkasovo và Bapska, quân Đức cũng phải tạm dừng tấn công vì tổn thất nặng. Tối 22 tháng 1, Nam Tư phản công toàn mặt trận dọc tuyến từ sông Danube đến Bosut. Sau hai ngày giao tranh ác liệt, Đức buộc phải rút khỏi Šid, Berkasovo và Bapska nhưng giữ được Lovas, Tovarnik và Ilinci. Kết quả chiến dịch Wintergewitter là quân Đức chiếm đóng phòng tuyến phía đông Mohovo — Tovarnik — Ilinci — Apševci — Lipovac, nhờ vào phía trái là sông Danube nên chỉ cần ít lực lượng đồn trú bảo vệ hơn. Ngày 24 tháng 1, hai bên chuyển sang thế thủ.
Tận dụng thời gian tạm dừng, Tập đoàn quân 1 Nam Tư củng cố lại các đơn vị. Nam Tư trang bị lại vũ khí Liên Xô cho Sư đoàn Serbia 21 vào tháng 1 và Sư đoàn Krajina 11 vào tháng 3, nâng tổng số sư đoàn được trang bị vũ khí Liên Xô lên 5.
Giữa lúc chiến cuộc Srem ác liệt trong tháng 1, Tập đoàn quân 3 cùng Quân đoàn Slavonia 6 và Zagreb 10 cùng kìm chân quân Đức tại đầu cầu Virovitica. Trong tháng 2, Cụm tập đoàn quân F và E của Đức lần lượt khôi phục phòng tuyến vững chắc trên sông Drava trong Chiến dịch Sói cùng Chiến dịch chống du kích Papuk ổn định hậu phương trước khi phát động Trận Bolman nằm trong cuộc tấn công chiến lược ở Hungary. Đầu tháng 3, nhằm che đậy việc chuẩn bị tấn công ở Hungary và đánh lạc hướng Tập đoàn quân 1 Nam Tư, Đức phao tin sẽ tập trung lực lượng tại Borovo - Vukovar, vờ tạo áp lực lên sông Danube và ý đồ hướng về Novi Sad và Sombor.

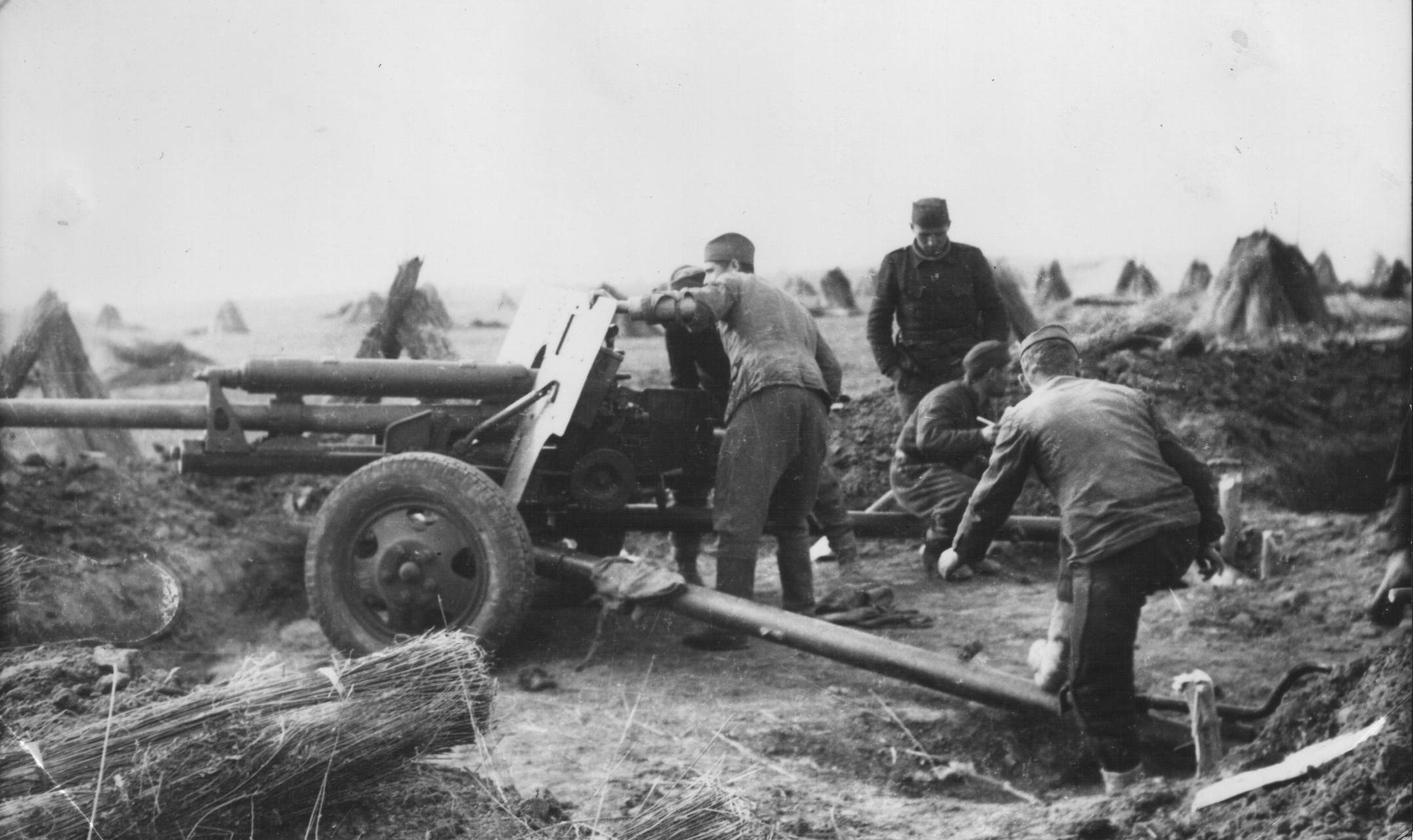
Tổ pháo Sư đoàn 76 mm mẫu 1942 (ZIS-3) trên Mặt trận Srem năm 1945

Cuối tháng 2 năm 1945, Tổng tư lệnh quân Đồng minh tại Địa Trung Hải Nguyên soái Harold Alexander đến thăm quân Nam Tư tại Mặt trận Srem.
Ngày 28 tháng 3 năm 1945, Tập đoàn quân 2 Nam Tư phát động tấn công Sarajevo, thành phố lớn thứ hai của NDH. Ngày 30 tháng 3, Bộ Tổng tham mưu Führer buộc phải trao cho chỉ huy Quân đoàn sơn cước 21 được tự quyết việc có triệt thoái khỏi Sarajevo hay không. Cộng với việc Liên Xô tấn công ở Áo thì phía Đức cũng thấy rằng không còn điều kiện địa lý nào để phòng thủ lâu dài ở bắc Croatia nữa. Ngày 31 tháng 3, Bộ Tổng tư lệnh Wehrmacht không chỉ lệnh rút khỏi Sarajevo mà còn đưa cả Cụm tập đoàn quân E ngày 1 tháng 4 về phòng tuyến phụ cận Bihać — sông Una — Bjelovar là mặt trận do Tập đoàn quân thiết giáp 2 ở Hungary phụ trách. Kế hoạch của Đức bị Nam Tư làm trì hoãn khi từ ngày 26 tháng 2 đến 2 tháng 3 và 25-27 tháng 3, Tito họp các tướng lãnh quyết định mở chiến dịch giải phóng Nam Tư, trong đó có việc chọc thủng Mặt trận Srem.

## Phá vỡ mặt trận

### Vị thế và binh lực

#### Đặc điểm phòng ngự tháng 4 năm 1945
Trong toàn bộ thời gian phòng thủ từ 23 tháng 1 đến 12 tháng 4 năm 1945, Đức củng cố lại "tuyến Nibelung". Phòng tuyến khởi phát từ đông Mohovo, Lovas, Tovarnik và Ilinac đến khúc quanh sông Bosut gần Gradina; tiếp tục vượt qua Bosut và từ phía nam đến Batrovce và Lipovac. Hệ thống công sự bao gồm các chiến hào, hào liên hoàn và hào giao liên. Tuyến phòng thủ đầu tiên gồm 3-4 dãy hào, boongke bê tông hoặc gỗ đất. Đức còn đào hào quanh các làng để tạo nên vòng cung phòng thủ (toàn diện). Các kênh đào cũng là chướng ngại được Đức tận dụng. Dọc theo sông Danube đến Bosut và Spačva là bãi mìn rải dày đặc. Tuyến phòng thủ thứ hai là "tuyến xanh" ở giữa sông Danube và Spačva, độ sâu phòng tuyến trải từ đường Vukovar — Stari và Novi Jankovci — Privlaka — Otok — Spačvanske šume. Ngoài hai tuyến này, Đức còn trang bị lại hai phòng tuyến nữa: Vikovac nằm trên tuyến Vukovar — Vinkovci — Rakovci — Cerna — Gradište — Županja. Sâu hơn nữa là các cứ điểm Đakovo nằm sau đường Valpovo — Đakovo — Strizivojna — Vrpolje — Jaruge. Ba phòng tuyến còn lại được bố trí theo hình thức hệ thống cứ điểm với một phần binh lực canh giữ.

#### Quân đội Đức-Croatia
Từ tháng 12 năm 1944, Quân đoàn 34 chỉ huy toàn bộ các mặt trận Srem, Drava và Drina, tạo thành một đơn vị chiến lược thống nhất. Từ đầu tháng 4 năm 1945, Quân đoàn bao gồm các đơn vị Đức, Croatia và những thành phần khác, bố trí như sau trên tuyến từ Donji Miholjac đến vùng Brčko:
- Sư đoàn không vận Ba Lan 11, được tăng cường trung đoàn an ninh 606, hai tiểu đoàn cảnh sát, tiểu đoàn tiên phong và trung đoàn dân quân Ustaše Baranja. Sư đoàn được triển khai từ Donji Miholjec đến làng Dalj, bảo vệ cánh trái mặt trận. Hướng rút lui dự kiến khi cần là về phòng tuyến Valpovo — Đakovo;
- Chiến đoàn Schneider gồm trung đoàn an ninh 86, sư đoàn pháo binh Ý Seni và trung đoàn Ustaše Vuka đóng ở hữu ngạn sông Danube từ Dalje đến Vukovar;
- Sư đoàn bộ binh 41, được tăng cường lữ đoàn cứ điểm 963 Klot, chiến đoàn Brenner và Pflum, tiểu đoàn Đức-Kavkaz 843, tiểu đoàn Đức-Ả Rập 845 và hai tiểu đoàn Ustaše, án ngữ tuyến từ sông Danube đến Spačva (phụ lưu phải của Bosut);
- Sư đoàn bộ binh 22, cùng với các đơn vị thuộc Sư đoàn Phòng vệ quê hương Ustaše 3, năm tiểu đoàn dân quân Ustaše, các đơn vị thuộc Quân đoàn Četnici Majevičk và Trebav, cũng như Quân đoàn Phòng vệ Nga, bảo vệ mặt trận giữa Spačva và Sava, cùng các khu vực Bijeljina, Brčko, Gradačac, Modriča và Bosanski Šamac;
- Sư đoàn Croatia 3, tiểu đoàn an ninh 576, trung đoàn Phòng vệ Quê hương 5 và hai trung đoàn dân quân Ustaše Baranja và Posavlje nằm sâu trên tuyếnV inkovci - Županja. Sư đoàn chống tăng 475 và pháo đội 1 sư đoàn phòng không 804 đóng tại Vinkovci.
- Chiến đoàn Stefan,[h] trung đoàn tiêm kích Phòng vệ quê hương 8, đại đội Ustaše Zdrug 2 và Sư đoàn chống tăng 594 nằm trên tuyến phòng thủ thứ ba Satnica Đakováčka — Đakovo — Strizivojna — Vrpolje — sông Sava.[57]

Đầu tháng 4, quân đoàn 34 có khoảng 100.000 quân (hoặc 120.000) và 700 khẩu pháo. Bộ chỉ huy đặt tại Nustar.

#### Quân Nam Tư
Đầu tháng 4 năm 1945, Tập đoàn quân 1 Nam Tư gồm 10 sư đoàn bộ binh chia thành hai cánh tấn công phía bắc và phía nam. Cánh bắc gồm Sư đoàn Proteleria 1, Sư đoàn Serbia 21 và 22, Sư đoàn Macedonia 42 và 48, lữ đoàn thiết giáp và công binh số 2. Cánh nam lại được chia thành hai: chiến đoàn Bosut gồm Sư đoàn Lika 6 Nikola Tesla, Krajina 11 và lữ đoàn kỵ binh số 1, chiến đoàn Bosna gồm Sư đoàn Proteleria 2, Krajina 5, Đông Serbia 17. Sư đoàn Đông Bosna và một tiểu đoàn xe tăng thuộc Lữ đoàn thiết giáp 2. Tổng quân số 111.078 người, 355 khẩu pháo, 1.152 súng cối, 55 xe tăng T-34, 52.742 súng trường và 4.993 súng máy.
Cánh bắc tập trung ở khu vực Šarengrad — Šid — Erdevik — Ilok. Cánh nam chia làm hai khu vực tập kết, chiến đoàn Bosna tại Zvornik — Janja — Bijeljina, còn chiến đoàn Bosut tại Batrovci — Morović. Bộ chỉ huy Tập đoàn quân 1 đóng tại làng Erdevik.

### Kế hoạch tác chiến
Ngày 25-27 tháng 3 năm 1945, Bộ Tư lệnh tối cao Quân đội Nam Tư họp với các tư lệnh 3 tập đoàn quân vạch ra kế hoạch chiến dịch Srems-Slavonia. Ý tưởng chính là cơ động bao vây mặt trận từ sườn và phía sau kết hợp với đánh thẳng vào khu vực công sự nhằm phá vỡ tuyến phòng thủ của Đức ở Srem. Các chiến đoàn Bosna và Bosut dự kiến sẽ tấn công vào đầu tháng 4, trước cả trước khi bắt đầu chiến dịch công phá Srem và tạo điều kiện để bao vây quân Đức ở khu vực Vinkovci. Để đạt được mục tiêu này, quân Nam Tư phải tiến tới sườn và phía sau tuyến phòng thủ của Đức từ Semberija băng qua sông Sava, phần giữa sông Sava và sông Bosut tại tuyến Morović - Sremska Rača - Janja - Koraj - Čelić - Srebrenik - Gračanica mà quân Đức phòng thủ thưa hơn. Việc điều quân này cũng nhằm đánh lạc hướng quân Đức khỏi tuyến phòng thủ chính, tạo điều kiện thuận lợi cho mũi chính đột phá vào Srem. Sau khi hoàn thành điều quân, Cụm Bắc mới tổng tấn công, đồng thời Cụm Nam cũng vượt sông sông Danube, Drava và Sava đánh yểm trợ từ hai bên sườn và phía sau, bao vây khép kín tiêu diệt quân Đức-Croatia. Tập đoàn quân 2 chịu tránh nhiệm bảo vệ sườn nam của Tập đoàn quân 1.
Ngày 9 tháng 4 năm 1945, Bộ Tổng tham mưu có hai chỉ thị về kế hoạch chi tiết của chiến dịch Srem-Slavonia, ngày dự kiến tấn công là 12 tháng 4. Theo kế hoạch, Cụm Bắc tiến qua khu vực phòng thủ kiên cố Srem theo hướng Vukovar và Vinkovci. Chiến đoàn Bosut sẽ tiến về hướng Morović — Vrbanja — Županja, để liên kết với chiến đoàn Bosna. Chiến đoàn Bosna dự định vượt Sava muộn nhất là vào đêm 11 để hội quân với Bosut, tấn công Vinkovci để nhập vào Tập đoàn quân 3 nhằm chia cắt và tiêu diệt Srem.
Song song với việc Tập đoàn quân 1 bắt đầu tấn công Srem, Tập đoàn quân 3 (41 nghìn quân, 175 đại bác và 441 súng cối) từ Baranja vượt sông Drava với chủ lực ở Osjek và Valpov, một phần lực lượng ít hơn ở sông Danube gần làng Dalj nhằm cắt đứt liên lạc giữa Osijek và Našice, với nhiệm vụ đánh chiếm Osijek. Tùy thuộc vào diễn biến mà có hành động tiếp theo, nếu Tập đoàn quân 1 không đột phá được Srem, Tập đoàn quân 3 phải đánh về phía nam vào phía sau và tiêu diệt quân Đức ở Vinkovci. Còn nếu đột phá thành công, Tập đoàn quân 3 sẽ tiến vào Podravina theo hướng Našice — Podravska Slatina — Koprivnica — Varaždin. Quân đoàn Slavonia 2 sẽ phối hợp với Tập đoàn quân 3 chiếm Našice.

### Chiến dịch Srem

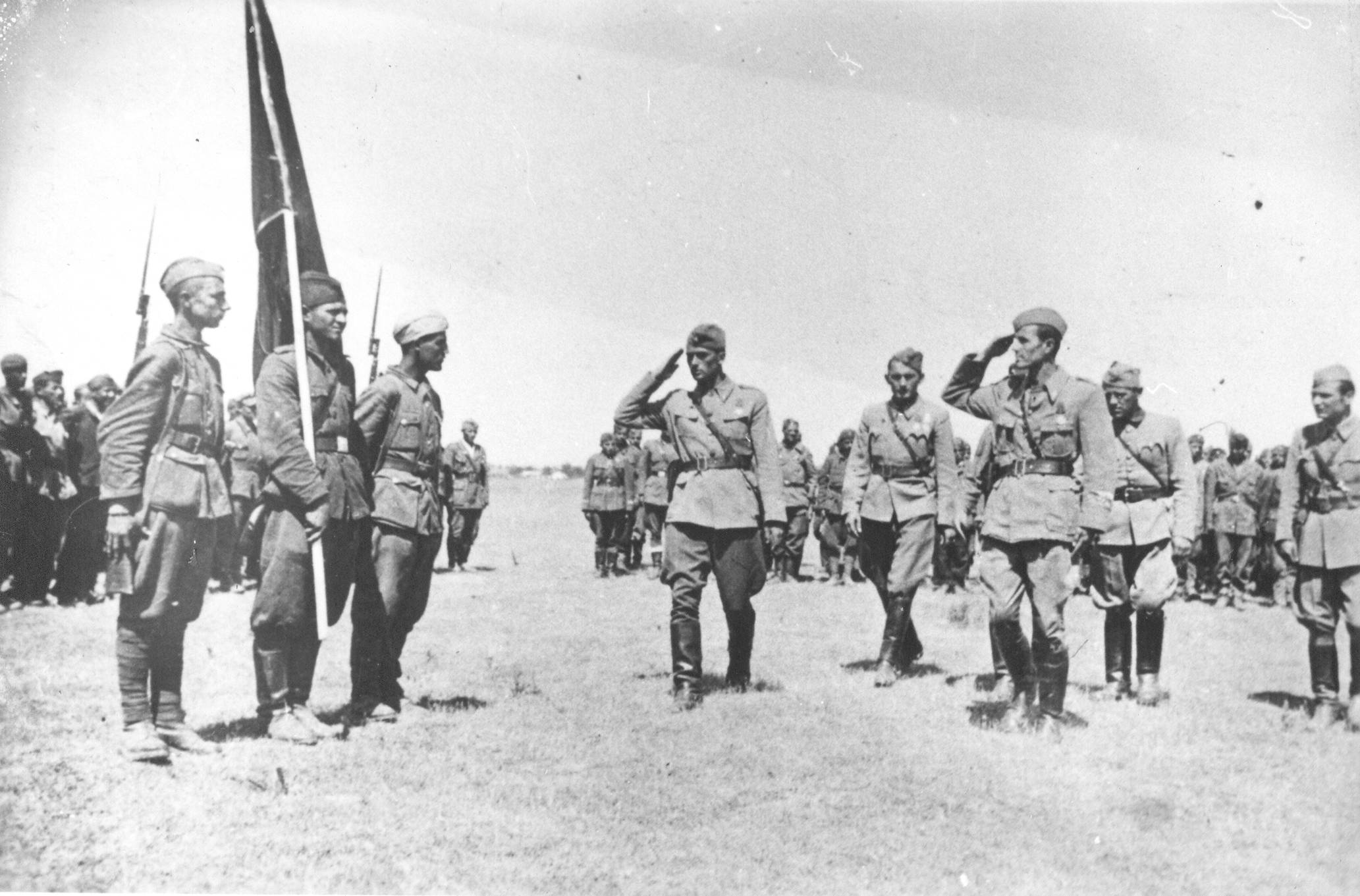
Lữ đoàn Macedonia 1 thuộc Sư đoàn 48 điểm binh tại Mặt trận Srem tháng 4 năm 1945

Ngày 3-11 tháng 4, Cụm Nam được thành lập để chuẩn bị tấn công Srem. Sau nửa đêm . tháng 4, chiến đoàn Bosna tấn công Semberija theo hướng Bijeljina - Brčko. Ngày 4 tháng 4, chiến đoàn Bosut phát động tấn công. Sau bảy ngày giao tranh ác liệt, Cụm Nam vượt qua quân Đức trên địa hình khó khăn và chiếm được Vrbanja - Brčko - Orašje, có thể gây áp lực lên Sava. Sáng 12 tháng 4, Sư đoàn 15 và 17 thành công sang tả ngạn, nhập vào chiến đoàn Bosut, tiếp tục tiến về phía Gunja — Županja và Gunja — Vinkovci.
Đêm 11 rạng ngày 12 tháng 4, lữ đoàn 5 thuộc Sư đoàn Serbia 21 đột kích sông Danube đến gần Opatovac, được thủy quân Danube đưa sang, chiếm được đầu cầu và cắt đứt tuyến liên lạc Opatovac - Sotin.

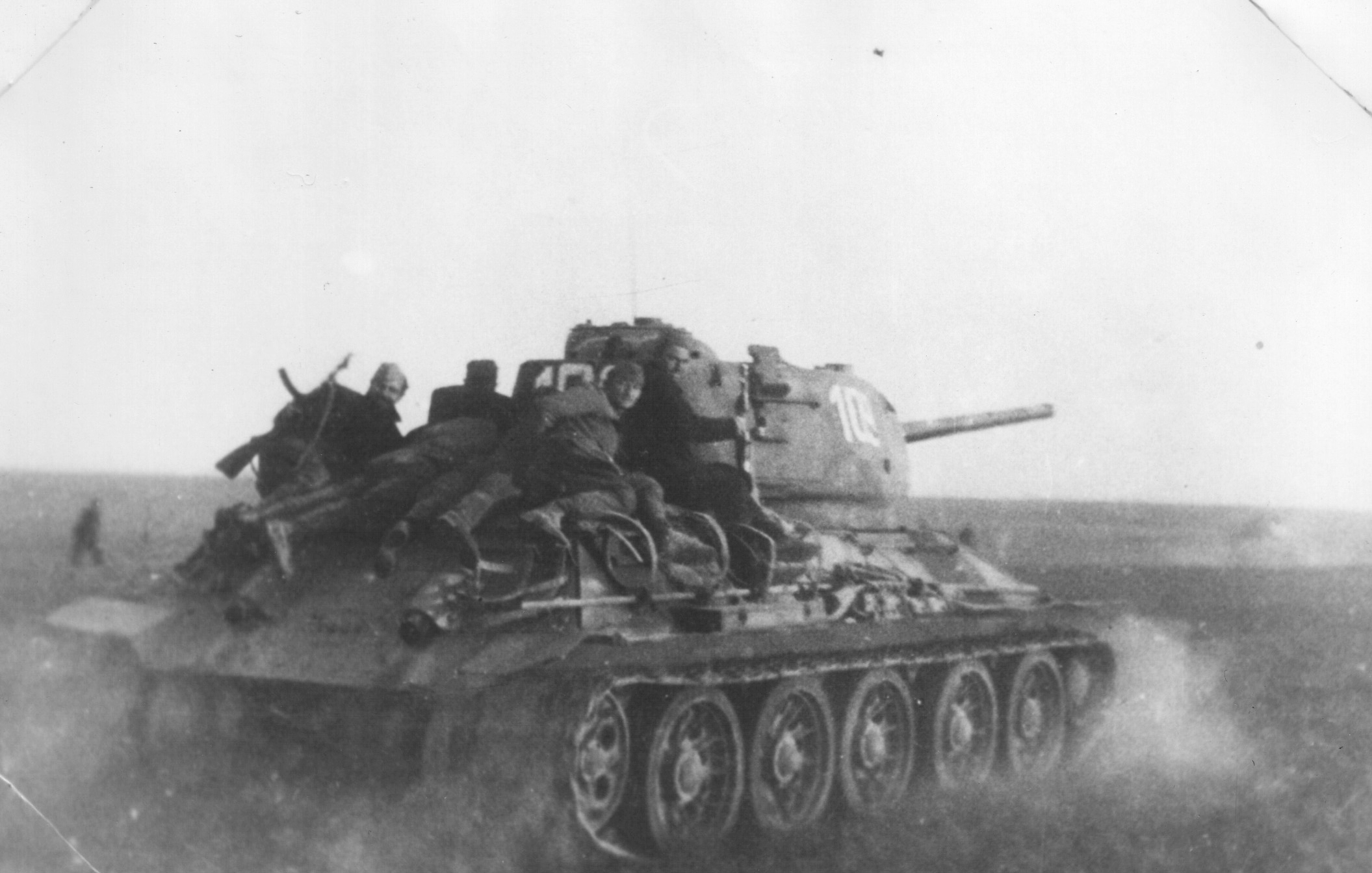
Xe tăng thuộc Sư đoàn Serbia 21 đánh vào Mặt trận Srem ngày 12 tháng 4 năm 1945

Hồi 4h45 sáng 12 tháng 4, Cụm Bắc bắt đầu tấn công, pháo kích mạnh trong vòng 15 phút. Đến 5h00, bộ binh Nam Tư tiến lên. Sư đoàn Proteleria 1 và Serbia 21 làm chủ lực trên một tuyến dài 6 km, có tiểu đoàn thuộc lữ đoàn thiết giáp số 2 yểm trợ. Sư đoàn Macedonia 42 và Serbia 22 tấn công bổ trợ trên tuyến rộng 24 km. Tuyến đầu theo hướng Mohovo, Lovac, Tovarnik và Ilinci do các sư đoàn Proteleria 1, Serbia 21 và Macedonia 42 chịu trách nhiệm. Ở cánh trái, sau khi vượt sông Bosut đêm 11 rạng ngày 12, Sư đoàn 22 chiếm đầu cầu phía Tây Bắc Batrovac để hỗ trợ Sư đoàn 42 tiến qua Nijemac và Otok đến Privlaka. Sư đoàn Macedonia 48 thành lập các nhóm dự bị. Hồi 07h30 và 07h45, Thiếu tướng Wittruck cho không tập 10 phút vào quân Đức. Sau khi chọc thủng tiền tuyến, xe tăng T-34 được tung vào trận. Đến cuối ngày, Sư đoàn Proleteria 1 được xe tăng yểm trợ đã lấn sâu 30 km vào tuyến phòng thủ Đức, chiếm Mohovo, Opatovac, Sotin, Vukovar, tới phòng tuyến Vinkovci - Bogdanovci - Martinci.
Sư đoàn Serbia 21 chia làm 3 lớp xung phong liên tiếp. Tiền quân Lữ đoàn 4 tạo ra một lỗ hổng lớn trên tuyến phòng thủ Đức. Sau đó, Lữ đoàn Serbia 31 và tiểu đoàn xe tăng 3 nối tiếp đột phá, theo sau là Lữ đoàn Macedonia 14 thuộc Sư đoàn 48 làm dự bị. Sư đoàn Serbia 21 chiếm Lovas, Mikluševci, Negoslavci, Tompojevci và Čkoveci, cuối ngày thì chọc thủng phòng tuyến Negoslavci - Svinjarevci.
Sau khi vượt Bosut, Sư đoàn Serbia 22 giao tranh ác liệt với Sư đoàn 41 Đức trên đầu cầu gần Batrovac và Lipovac, bị tổn thất nên không tiến lên được trong ngày 12 tháng 4. Sư đoàn Macedonia 42 được pháo binh yểm trợ trên trên mặt trận rộng 14 km, chiếm được Tovarnik và Ilince lúc chiều. Quân dự bị tham chiến nên Sư đoàn bảo đảm áp được vào mặt trận. Nhìn chung, ngày tấn công đầu tiên, quân Nam Tư thành công vượt mong đợi. Chịu tổn thất nặng nề, Quân đoàn 34 Đức 13 rút về Vinkovac kiên trì thủ. Tuy nhiên, Sư đoàn 21 Serbia và Macedonia 48 được xe tăng yểm trợ, tiếp tục chọc thủng phòng tuyến Đức và giải phóng Vinkovci hồi 17h30 ngày 13. Tối cùng ngày, Tư lệnh Cụm tập đoàn quân E ra lệnh cho Quân đoàn 34 rút khỏi Vinkovci, Županja và Osijek về Valpovo — Đakovo — Vrpolje — Jaruge. Đêm 13 rạng ngày 14 tháng 4, Cụm Nam sau khoảng thời gian bị giữ chân trên khoảng chật hẹp giữa Sava và Vrbanja, dần đẩy lui đối phương, chiếm được Županja, Hradište và Cerna. Việc Tập đoàn quân 1 chiếm được Vinkovci và Županje nghĩa là hoàn thành chiếm giữ toàn bộ Mặt trận Srem, mở đường tấn công hướng Slavonski Brod và xa hơn về phía Zagreb. Đồng thời, ngày 12-14 tháng 4, Tập đoàn quân 3 cũng đánh trên sông Drava và sông Danube, xuyên thủng hữu ngạn đối phương từ Valpovo đến Dalje và chiếm Osijek. Việc này khiến Quân đoàn 34 Đức không thể giữ nổi Valpovo - Đakovo. Quân đội Nam Tư giành chiến thắng trên Mặt trận Srem. Quân Đức-Croatia bị thiệt hại lớn. Tuy nhiên, Cụm Nam đã không thể hoàn thành việc bao vây tiêu diệt, cũng như Nam Tư thiếu các đơn vị cơ giới, khiến tốc độ tiến quân bị chậm lại.

## Sự kiện sau đó
Sau khi phá vỡ hoàn toàn Mặt trận Srem và chiếm được Vinkovci, bộ chỉ huy Tập đoàn quân 1 Nam Tư cho rằng chủ lực đối phương tại Mặt trận Srem đã bị tiêu diệt, các đơn vị còn lại của Quân đoàn 34 Đức không thể kháng cự tại Slavonski Brod. Từ đó, Tập đoàn quân 1 đã không tận dụng được khoảng trống trong đội hình đối phương địch ở phía bắc Đakovo được tạo ra khi phá vỡ mặt trận cũng như tập hậu Quân đoàn 6 Slavonia. Thay vào đó, quân Nam Tư dồn lực vào hướng Đakovo - Slavonski Brod là nơi Đức phòng thủ mạnh nhất. Quyết định sai làm này gây tổn thất lớn về nhân mạng cho Nam Tư cũng như kéo dài thời gian và ngăn cản đà tấn công.
Chiến dịch tấn công của Nam Tư vào Mặt trận Srem sớm hơn 4 ngày so với kế hoạch Cụm Tập đoàn quân E của Đức triệt thoái về phía tây khỏi Srem và Đông Slavonia. Điều này khiến quân Đức không thể tái lập tuyến phòng thủ mới Slavonski Brod - Osijek một cách hệ thống. Quân Nam Tư đánh nhanh cùng với trung tâm phòng thủ quan trọng Vinkovci bị mất đe dọa cắt đường rút lui của Quân đoàn 21 Sơn cước từ Bosna chạy qua Slavonski Brod. Do đó, theo sử gia Karl Hniliki, từ sau ngày 12 tháng 4, nỗ lực của Cụm Tập đoàn quân E là giải thoát quân Đức ra khỏi 'túi Bosna' và bảo vệ cứ điểm ở đông Slavonski Brod cho đến khi Quân đoàn 21 không thể di chuyển từ thung lũng Bosna đến tả ngạn sông Sava được nữa.
Do quân Đức ngoan cường phòng ngự cơ động cũng như thiếu các phương tiện cơ giới, Tập đoàn quân 1 Nam Tư đã không thể tiêu diệt gọn đối phương. Ngoài ra, sau khi giải phóng Vinkovci, 2 lữ đoàn thiết giáp buộc phải dừng lại do thiếu nhiên liệu nên chỉ có thể tham chiến không đáng kể tại Pleternica. Bộ binh không thể truy kích quân Đức tự do rút giữa các tuyến phòng thủ. Mỗi khi tiến đến phòng tuyến mới, quân Nam Tư đều gặp phải sự kháng cự mạnh mẽ và chịu tổn thất nặng nề. Kiên trì phòng ngự tuyến Vinkovci — Slavonski Brod, Quân đoàn 34 Đức cầm chân được Tập đoàn số Nam Tư trong gần bảy ngày, đủ thời gian cho Quân đoàn 21 rút khỏi thung lũng Bosna. Đến tận 20 tháng 4, Tập đoàn quân 1 mới chiếm được Slavonski Brod. Quân đoàn 21 thoát ra tăng viện cho Cụm Tập đoàn quân E trên hướng Sava, khiến quân Nam Tư gặp khó khăn khi hướng về Zagreb, Tập đoàn quân 1 buộc phải liên tục mở các cuộc tấn công mới, mất nhiều thời gian và chịu thiệt hại.

## Kết quả
Sử gia Dragoljub Tmušić cho biết, nếu xét về cường độ, tổn thất chung và thời gian kéo dài (172 ngày), trận chiến tại Mặt trận Srem là khó khăn nhất trong toàn bộ Chiến tranh nhân dân giải phóng Nam Tư. Tmušić ghi nhận độ khốc liệt đặc biệt cũng như điều kiện đối đầu trực diện thực tế khó khăn khi mà thành phần quân Nam Tư chủ yếu là tân binh thiếu kinh nghiệm gặp phải quân quân Đức được trang bị kỹ thuật tốt hơn.
Phá vỡ Mặt trận Srem giúp cho quân Nam Tư mở cuộc tấn công quyết định phía tây hướng tới Zagreb và Slovenia, giải phóng toàn bộ lãnh thổ Nam Tư khỏi quân Đức chiếm đóng và lật đổ Nhà nước Độc lập Croatia.
Chiến dịch đột phá Mặt trận Srem được thực hiện theo các nguyên tắc cổ điển trong Thế chiến II trên mặt trận Xô-Đức. Theo sử gia Guy Trifković, đây là trận chiến kiểu Liên Xô, là "bài kiểm tra sự trưởng thành" đối với quân đội chính quy mới của Nam Tư. Mặc dù tuyến phòng thủ vững chắc của quân Đức đã bị phá vỡ trong ngày đầu tiên, nhưng "sự phối hợp hành động kém và thiếu kỹ thuật hiện đại của quân Nam Tư" khiến cho đối phương thoát vây.
Sử gia Branko Petranović cũng cho rằng Mặt trận Srem không thể bị chọc thủng nếu sườn phòng ngự Đức ở Hungary còn nguyên. Chỉ sau chiến thắng của Hồng quân gần Budapest và đánh Viên đầu tháng 4 năm 1945 thì Nam Tư mới có thể tấn công Mặt trận Srem.
Ở Mặt trận Srem, quân Nam Tư phải đối mặt với các hình thức chiến đấu mới chưa từng gặp trước đó. Vì lý do này, người đứng đầu phái đoàn quân sự Anh-Mỹ Chuẩn tướng Fitzroy Maclean cho rằng "chiến tranh lãng mạn" (giai đoạn du kích) đã qua. Đồng thời, đội hình quân Nam Tư chủ yếu gồm những thanh niên mới được động viên từ các vùng giải phóng, chưa được huấn luyện đầy đủ nên thiệt mạng hàng loạt.
Trên Mặt trận Srem, ước tính quân Đức-Croatia mất 30.000 người. Quân Giải phóng Nhân dân Nam Tư (Quân đội Nam Tư từ ngày 1 tháng 3 năm 1945) bị thiệt mạng chưa tính được chính xác thống nhất theo các nguồn tư liệu, dao động từ 10.000—15.000 đến 30.000 người. Ngoài ra, danh sách tử trận còn có 1.100 lính Liên Xô, 630 lính Bulgaria và 163 lính Ý.
Sử gia Klaus Schmieder nhìn theo quan điểm chiến lược cho rằng yêu cầu cấp thiết phải đột phá Mặt trận Srem là ở mức "tối thiểu đến đáng ngờ" khi mà Hồng quân đã rất gần Viên và Berlin. Động cơ của quyết định này rõ ràng là do Tito lo ngại "các đối thủ trong nước vẫn có thể giành được sự ủng hộ của đồng minh phương Tây vào phút cuối khiến ông không thể kiểm soát được hoàn toàn lãnh thổ Vương quốc Nam Tư trước đây".

## Tưởng niệm

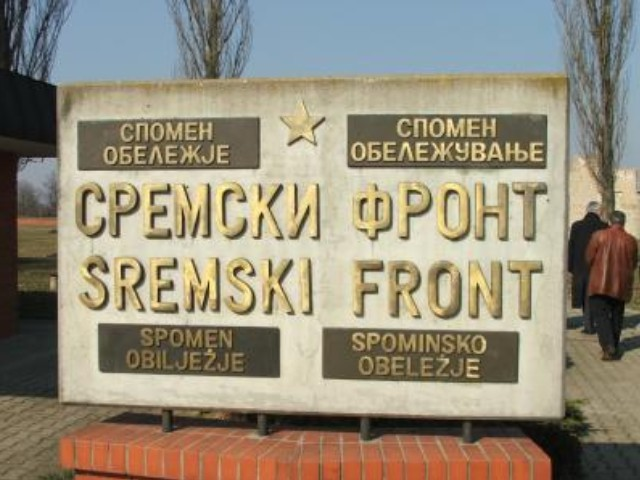
Lối vào khu phức hợp tưởng niệm "Mặt trận Srem"

Ngày 8 tháng 5 năm 1988, đài tưởng niệm Mặt trận Srem được khai trương tại làng Adaševci gần Šid. Đây là tượng đài tưởng niệm cuộc đấu tranh giải phóng dân tộc cuối cùng được xây dựng tại Cộng hòa Liên bang Xã hội chủ nghĩa Nam Tư. Các sử gia và tác gia cũng có những xuất bản phẩm đa dạng quan điểm trái chiều về Mặt trận Srem vào cuối thập niên 1970 và 1980.
Mặt trận Srem xuất hiện trong cuốn tiểu thuyết nổi tiếng Knjiga o Milutinu (Sách về Milutin, 1985) của nhà văn Serbia Danko Popović, ông cũng đưa vào tuyển luận và phát biểu Vreme laži (Thời đại dối trá, 1990). Ca khúc Zbogom Srbijo (Tạm biệt Serbia) của Borisav Bora Đorđević cũng xuất hiện mô típ Mặt trận Srem.
Mặt trận Srem cũng là một trong những chủ đề văn hóa mà Serbia dùng để tưởng niệm Thế chiến II tại Nam Tư. Các thảo luận và báo chí Serbia đều đề cập đến Mặt trận Srem, troing đó có cả mục đích chính trị. Vấn đề gây tranh cãi chính là việc có cần thiết phải diễn ra các trận đánh hy sinh lớn nhân mạng vào giai đoạn cuối chiến tranh, khi mà Hồng quân đã áp sát Viên và Berlin. Tranh cãi còn liên quan đến số lượng người đã hy sinh tại Mặt trận Srem, vì sử gia Predrag Vajagić cho rằng các con số này đã bị làm sai lệch phục vụ cho mục đích chính trị.
Diễn biến Mặt trận Srem được phản ánh trong tập 22 phim tài liệu truyền hình "tháng 5 năm 1945" trong loạt "Nam Tư trong chiến tranh 1941-1945" do Đài Phát thanh - Truyền hình Serbia (RTS) sản xuất năm 1991-1992. Tác giả tập phim là Božidar Nikolić và Božidar Zečević. Trong phim, Nikolić đưa ra nhận định rằng Mặt trận Srem là thảm kịch khi mà toàn bộ thanh niên không được qua huấn luyện quân sự đã thiệt mạng.
Việc thanh niên Serb tử trận trên Mặt trận Srem cũng được khắc họa trong bộ phim truyền hình Boljševički eksperiment (Thử nghiệm Bolshevik) của loạt Tito: crveno i crno (Tito: đỏ và đen), do RTS sản xuất năm 2007 nhân kỷ niệm 25 năm ngày mất của Josip Broz Tito.

## Tư liệu
Sách
- Anić, Nikola; Joksimović, Sekula; Gutić, Mirko (1982). Narodnooslobodilačka Vojska Jugoslavije. Pregled razvoja oružanih snaga Narodnooslobodilačkog Pokreta 1941—1945 [Quân Giải phóng Quốc gia Nam Tư. Khái quát quá trình phát triển lực lượng vũ trang của phong trào giải phóng dân tộc 1941-1945] (bằng tiếng Serbo-Croatia). Vojnoistorijski institut.
- Colić, Mladenko (1988). Pregled operacija na jugoslovenskom ratištu 1941—1945 [Khái quát diễn biến chiến trường Nam Tư 1941-1945] (bằng tiếng Serbo-Croatia). Vojnoistorijski institut.
- Drobjazko, Сергей Игоревич Дробязко (2011). Иностранные формирования Третьего рейха: [иностранцы на службе нацизма: история европейского коллаборационизма] [Thế lực nước ngoài của Đệ Tam đế chế: [người nước ngoài phục vụ Quốc xã: lịch sử hợp tác châu Âu]] (bằng tiếng Nga). АСТ. ISBN 978-5-17-070068-4.
- Gibianskij, Л. Я. Гибианский (2016). "Сталин, Тито, Павелич при завершении разгрома гитлеровской Германии и ее европейских сателлитов: документы, противоречащие голословным версиям" [Stalin, Tito, Pavelić khi Đức quốc xã và đồng minh bị đánh bại: những phiên bản tài liệu mâu thuẫn vô căn cứ]. Trong Никифоров, К. В.; Бјелајац, Миле; Силкин, Александр Александрович (biên tập). Вместе в столетии конфликтов: Россия и Сербия в ХХ веке [Song hành tron thế kỷ xung đột: Nga và Serbia trong thế kỷ 20] (bằng tiếng Nga). Институт славяноведения РАН. tr. 256–278. ISBN 978-5-7576-0370-4.
- Hnilicka, Karl (1970). Das Ende auf dem Balkan 1944/45: Die militärische Räumung Jugoslaviens durch die deutsche. Wehrmacht [Cái kết ở Balkan 1944/45: Việc quân Đức di tản quân sự khỏi Nam Tư. Wehrmacht] (bằng tiếng Đức). Musterschmidt. ISBN 978-3-7881-1414-5.
- Lazarević, Božo (1972). Vazduhoplovstvo u narodnooslobodilačkom ratu 1941-1945 [Không quân trong chiến tranh giải phóng dân tộc] (bằng tiếng Serbo-Croatia). Vojnoizdavački zavod. Bản gốc lưu trữ ngày 14 tháng 9 năm 2020. Truy cập ngày 25 tháng 12 năm 2023.
- Pajović, Ljubivoje; Uzelac, Dušan; Dželebdžić, Milovan (1979). Sremski front: 1944—1945 [Mặt trận Srem] (bằng tiếng Serbia). Beogradski izdavačko-grafički zavod.
- Petranović, Branko (1988). Istorija Jugoslavije 1918—1988: knj. Narodnooslobodilački rat i revolucija 1941—1945 [Lịch sử Nam Tư 1918—1988: Chiến tranh giải phóng dân tộc và cách mạng 1941-1945] (bằng tiếng Serbo-Croatia). Nolit. ISBN 978-86-19-01660-5.
- Schmider, Klaus (2007). "Der jugoslawische Kriegsschauplatz als Eckpfeiler der südlichen Ostfront (Oktober 1944 bis Mai 1945)" [Chiến trường Nam Tư là nền tảng Mặt trận nam Đông (tháng 10 năm 1944 đến tháng 5 năm 1945)]. Trong Frieser, Karl-Heinz (biên tập). Die Ostfront 1943/44: der Krieg im Osten und an den Nebenfronten [Mặt trận phía Đông 1943/44: cuộc chiến ở phía Đông và trên các mặt trận phụ trợ] (bằng tiếng Đức). Deutsche Verlags-Anstalt. tr. 1009–1088. ISBN 978-3-421-06235-2.
- Schmidt-Richberg, Erich (1955). Der Endkampf auf dem Balkan: die Operationen der Heeresgruppe E von Griechenland bis zu den Alpen [Trận chiến cuối cùng ở Balkan: hoạt động của Cụm tập đoàn quân E từ Hy Lạp đến dãy Anpơ] (bằng tiếng Đức). K. Vowinckel.
- Sokolov, А. М. Соколов, biên tập (1999). Ставка ВГК: 1944—1945 [Bộ chỉ huy tối cao: 1944-1945] (bằng tiếng Nga). Терра. ISBN 978-5-300-01162-8.
- Štemenko, Сергей Штеменко (2014). Генеральный штаб в годы войны. Освобождение Европы. Книга 2 [Bộ Tổng tham mưu trong chiến tranh. Giải phóng Châu Âu. Quyển 2] (bằng tiếng Nga). Вече. ISBN 978-5-4444-2346-2.
- Tessin, Georg (1977). Verbände und Truppen der deutschen Wehrmacht und Waffen-SS im Zweiten Weltkrieg 1939—1945. 5. Die Landstreitkräfte 31 – 70 [Các đơn vị và biên chế Wehrmacht và Waffen-SS của Đức trong Thế chiến thứ hai 1939-1945. 5. Lực lượng Lục quân 31 – 70]. Biblio-Verlag. ISBN 978-3-7648-0871-6.
- Tmušić, Dragoljub (1987). Sremski front, 23. X 1944--13. IV 1945 [Mặt trận Srem, 23/10/1944--13/4/1945] (bằng tiếng Serbia). Dnevnik.

Tập san học thuật
- Tošić-Malešević, Nikola (2016). "Sremski front – od formiranja do proboja" [Mặt trận Srem: từ khi thành lập đến lúc tan vỡ]. Vojno delo (bằng tiếng Serbo-Croatia). 68 (5): 335–358. doi:10.5937/vojdelo1605335T. ISSN 0042-8426.
- Vajagić, Predrag M. (2017). "Kultura sećanja - Sremski front" [Ký ức văn hóa - Mặt trận Srem]. Vojno delo (bằng tiếng Serbo-Croatia). 69 (3): 415–434. doi:10.5937/vojdelo1703415V. ISSN 0042-8426.

Trang web
- Škodunovič, Николай Николаевич Шкодунович; Dželauhov, Христофор Михайлович Джелаухов (1944). "В 6.30 8.12.44 г. под командованием командира 305 обмп был высажен десант" [6h30 ngày 8/12/1944, quân đổ bộ dưới sự chỉ huy của Tư lệnh Trung đoàn trưởng Trung đoàn bộ binh 305] (bằng tiếng Nga). Память народа::Поиск документов частей. Truy cập ngày 30 tháng 12 năm 2023.
- "Festungs-Brigade 963" (bằng tiếng Đức). Lexikon der Wehrmacht. Lưu trữ bản gốc ngày 15 tháng 7 năm 2022. Truy cập ngày 30 tháng 12 năm 2023.
- "Heeresgruppe E" (bằng tiếng Đức). Lexikon der Wehrmacht. Lưu trữ bản gốc ngày 31 tháng 10 năm 2023. Truy cập ngày 30 tháng 12 năm 2023.
- "Kommandant des rückwärtigen Armeegebiet 582" [Tư lệnh hậu phương quân khu 582] (bằng tiếng Đức). Lexikon der Wehrmacht. Lưu trữ bản gốc ngày 24 tháng 6 năm 2023. Truy cập ngày 30 tháng 12 năm 2023.
- Kovačević, Dragomir; Martocchia, Andrea (2005). "PARTIGIANI! Il fronte dello Srem (Sremski Front)" [Mặt trận Srem]. CNJ (bằng tiếng Ý). Lưu trữ bản gốc ngày 24 tháng 6 năm 2023. Truy cập ngày 30 tháng 12 năm 2023.
- Nikolić, Božidar, biên tập (1992). "Jugoslavija u ratu 1941—1945. / (22/23) Maj" [Nam Tư trong chiến tranh 1941-1945]. YouTube (bằng tiếng Serbia). RTS Kulturno-umetnički program — Zvanični kanal. Truy cập ngày 30 tháng 12 năm 2023.
- Strika, Zoran (ngày 13 tháng 7 năm 2018). "Na "Sremskom frontu" ništa novo: Zaboravljena istorija pobede" [Không gì mới về Mặt trận Srem: Lịch sử chiến thắng bị lãng quên]. 021.rs (bằng tiếng Serbia). Lưu trữ bản gốc ngày 25 tháng 6 năm 2023. Truy cập ngày 30 tháng 12 năm 2023.
- "Generalleutnant Friedrich Stephan" (bằng tiếng Đức). Lexikon der Wehrmacht. Lưu trữ bản gốc ngày 24 tháng 6 năm 2023. Truy cập ngày 30 tháng 12 năm 2023.
- Trifković, Gaj (2016). "Od „bandita" do „Jugoslovenske armije": partizanski rat 1941—1945" [Từ "kẻ cướp" đến "quân đội Nam Tư": Chiến tranh Partizan 1941—1945] (bằng tiếng Serbo-Croatia). YU Historija. Lưu trữ bản gốc ngày 5 tháng 4 năm 2023. Truy cập ngày 30 tháng 12 năm 2023.